# Lycée Molière (Paris)
Vous lisez un « bon article » labellisé en 2011.
Pour l’article homonyme, voir Lycée Molière (Rio de Janeiro).
Le lycée Molière est un établissement public local d'enseignement français, construit en 1888, regroupant un collège et un lycée. Il est situé 71, rue du Ranelagh à Paris, dans le 16e arrondissement et porte le nom du dramaturge français Jean-Baptiste Poquelin, dit Molière (1622-1673).
Le lycée est, historiquement, le troisième lycée de jeunes filles de la capitale. Construit par l'architecte Émile Vaudremer, il ouvre ses portes le 8 octobre 1888, avec 48 élèves. Voué à l'origine à la formation intellectuelle des demoiselles de l'Ouest parisien dans un cadre public, il devient progressivement un vecteur d’émancipation féminine, salariale et politique notamment, formant une partie de l'élite féminine française du début du XXe siècle.
L'établissement devient mixte en 1973 et se consacre alors à la préparation du brevet pour les élèves du collège, du baccalauréat pour les élèves du lycée, et de concours pour les élèves de classes préparatoires aux grandes écoles. De nos jours, il compte plus de 1 300 élèves.

## Historique du lycée

### Naissance du lycée

#### Prémices et fondation

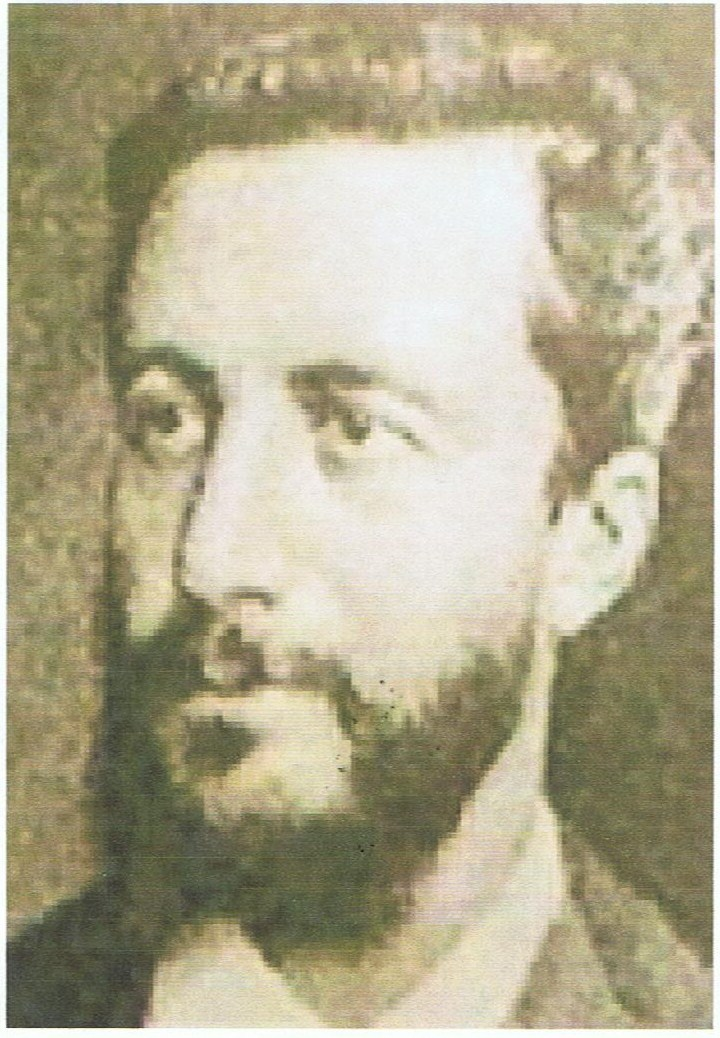
Le député Camille Sée, dont la loi de 1880, qui porte son nom, permet l’ouverture de lycées de jeunes filles.

Sous la IIIe République, en 1880, la loi Camille Sée autorise les jeunes filles à étudier dans le secondaire, donnant naissance aux lycées de jeunes filles. Le lycée Molière fait ainsi partie des 23 premiers lycées français dévolus à l’enseignement des demoiselles. Malgré les réticences et les doutes de certains quant à l’application concrète de la nouvelle loi, les décisions suivent : en 1882, le ministre de l’Instruction publique Paul Bert envoie une circulaire à tous les recteurs d’académie pour leur demander d’allouer des crédits à la construction de ces établissements. En 1884, on dégage un crédit de 900 000 francs en vue de la construction de ce qui deviendra le lycée Molière, troisième lycée de jeunes filles parisien après le lycée Fénelon (ouvert en 1883) et le lycée Racine (ouvert en 1886). À la différence de ces derniers, le nouveau lycée ne se situe pas dans le centre de la capitale, dense en bâtiments et en population. À l’époque, le 16e arrondissement est peu urbanisé et se partage entre hôtels particuliers et grands jardins ; une élève note ainsi que l'établissement se trouve « dans ce quartier désert, presque à la campagne ». Marie-Louise Rançon, ancienne professeure du lycée et auteure d'une monographie sur l'établissement, note aussi : « C’est d’ailleurs une des raisons qui avait poussé l’État à acheter un terrain dans ce coin de Paris : un endroit sain, aéré, proche du bois de Boulogne, tout à fait indiqué pour servir de cadre à un établissement d’éducation ». Le site du lycée se trouve sur une partie de l'ancien parc de huit hectares du château de Boulainvilliers (ou château de la Tuilerie, édifié en 1381 et démantelé en 1826, le terrain étant découpé en parcelles). Le lycée a alors pour vocation d’être le pendant féminin, mais bien distinct, du lycée Janson-de-Sailly, premier lycée masculin du quartier, ouvert pour sa part en 1881.

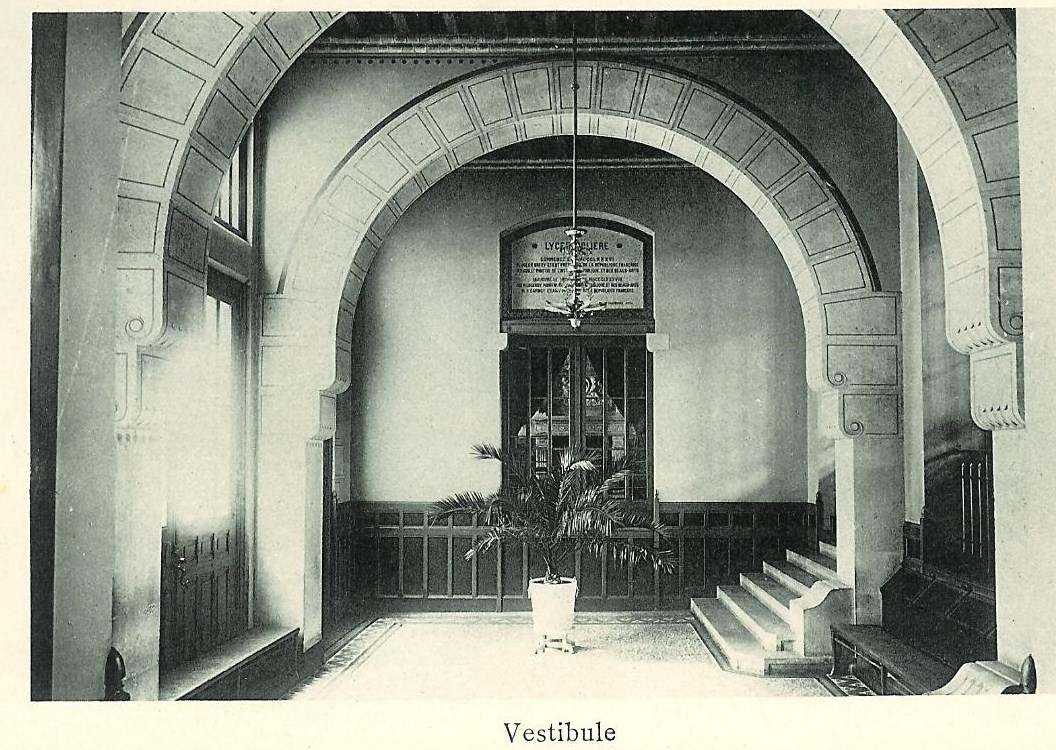
Le vestibule, brochure du lycée de la fin du XIXe siècle (phot. J. David).
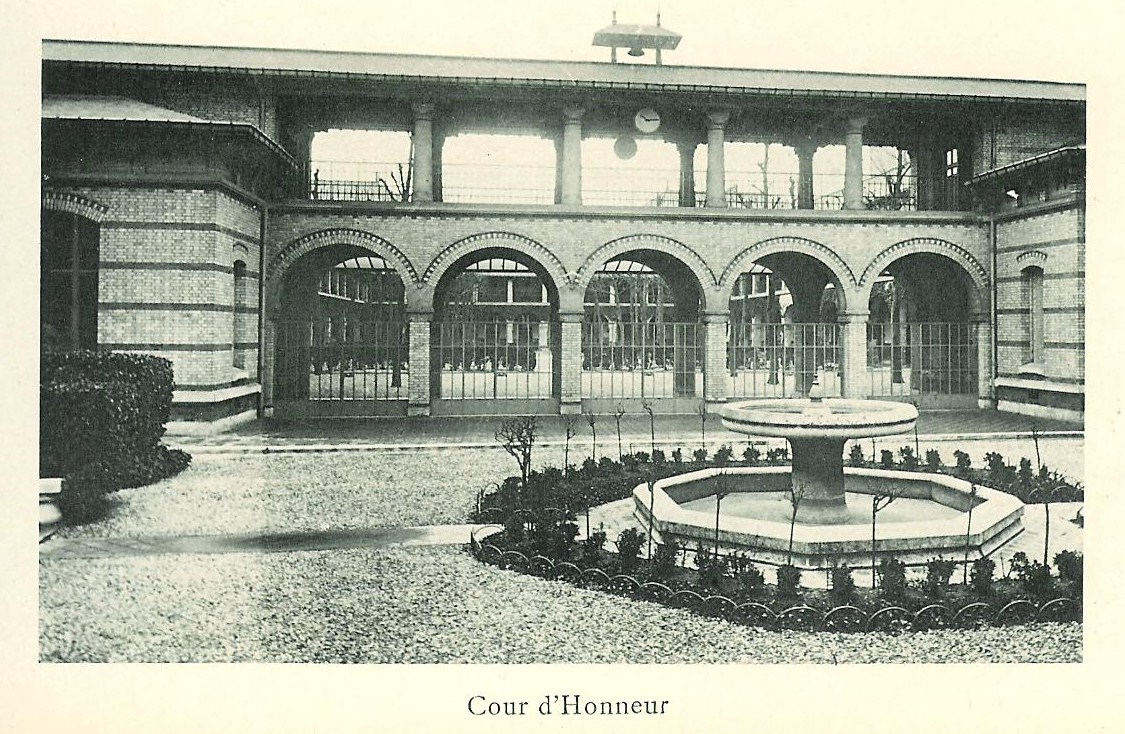
La cour d’honneur, même brochure.
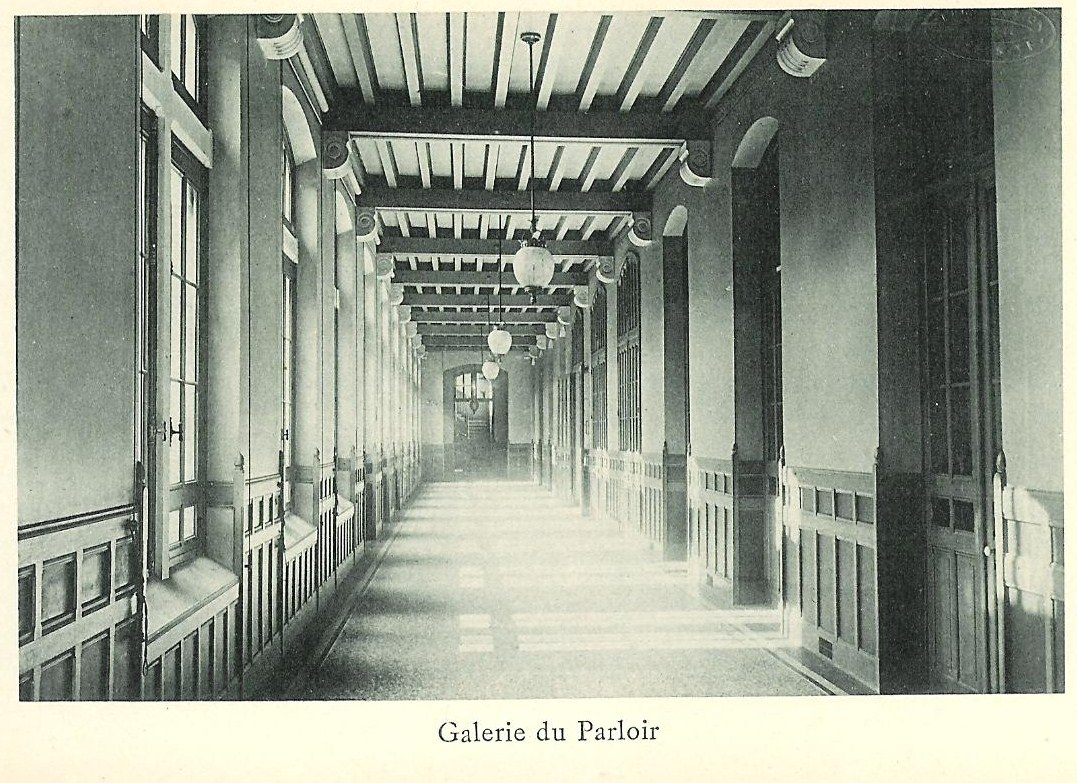
Un couloir, même brochure.
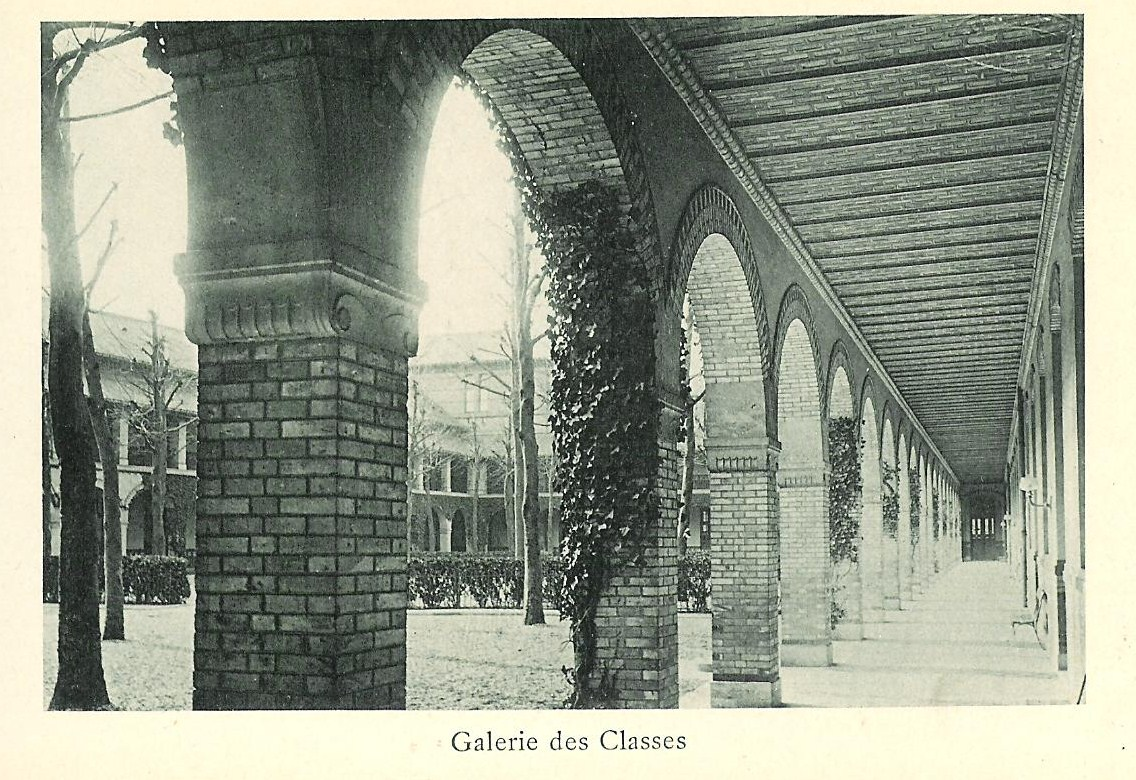
Des arcades, même brochure.

La construction du lycée Molière est confiée à l’architecte Émile Vaudremer (également à l’origine du lycée Buffon, dans le 15e arrondissement), les travaux s’échelonnant entre 1886 et 1888 ; ils coûtent 1 720 000 francs. Le lycée est officiellement inauguré le 8 octobre 1888, en présence d’Édouard Lockroy, ministre de l’Instruction publique et des Beaux Arts, d’Octave Gréard, recteur d’académie, des professeurs et des parents d’élèves (l’inscription des élèves avait commencé le 3 septembre). Le ministre déclare ce jour : « Je suis heureux d’inaugurer avec vous ce troisième lycée parisien placé sous le patronage du plus hardi de nos grands écrivains ». Une plaque en mosaïque rappelle la fondation du lycée, « commencé en MDCCCLXXXVI », alors que Jules Grévy était président de la République, et inauguré le « VIII octobre MDCCCLXXXVIII », quand Sadi Carnot occupait la magistrature suprême. Si l’implantation du lycée ne suscite guère d’opposition, le nom de Molière, lui, amène Henri Becque, éditorialiste du Figaro à écrire : « On vient d’ouvrir à Passy un lycée de jeunes filles et on l’a appelé le Lycée Molière. J’aime beaucoup Molière, beaucoup ; je l’admire et le respecte infiniment. Il me semble pourtant… que pour la première fois, là où on vient de le mettre, le grand nom de Molière n’est pas à sa place. Quelle sottise… Quelle grossièreté… Voilà à quoi s’amusent nos éducateurs modernes, voilà ce qu’ils trouvent pour des jeunes filles ; voilà le nom qu’on met sur leur porte et sur leurs lèvres, celui du plus libre des poètes comiques, dont on ne pourrait pas lire deux scènes de suite sans embarras pour le professeur et sans scandale pour les élèves […]. Molière, est-il besoin de le rappeler, débute par Les Précieuses ridicules et finit par Les Femmes savantes ; il ne comprend pour la femme que la vie élémentaire ; il ne lui demande que des mœurs, l’instruction morale, celle que donne la famille et l’application aux choses du ménage, il ne voit rien de mieux pour elle et il ne voit rien au-delà,. ». L’ouverture du lycée est néanmoins saluée par les grands quotidiens Le Temps et Le Soleil. La rentrée scolaire a lieu le lendemain. Une élève décrit sa découverte des lieux : « Beau lycée tout neuf, au parloir solennel, bien accueillant pourtant, aux vastes couloirs, aux galeries largement ouvertes, écartant toute idée de prison ». Une certaine concurrence existe cependant avec les établissements privés pour jeunes filles présents depuis des décennies dans le quartier, tels que les « Dames de l’Assomption ».

#### Fonctionnement du lycée Molière

##### Direction et corps professoral
Le lycée est divisé en cours préparatoires (équivalents de notre école primaire actuelle) et en cours secondaires. Lors de la première rentrée des classes, 48 élèves sont inscrites au lycée, bien que celui-ci soit prévu pour en accueillir 350, dont 175 en demi-pension pour celles n’habitant pas dans les rues environnantes. Mlle Henriette Stoude, agrégée de lettres faisant partie de la première promotion d’élèves féminines à l’agrégation (1883) et ancienne surveillante générale du lycée Fénelon, est choisie pour devenir la directrice du lycée, la loi stipulant la nécessité de confier ce poste à une femme. L’établissement se distingue des lycées de garçons par le fait qu’il n’a pas (encore) de censeur. Une économe assiste la directrice, qui doit également assurer l’enseignement d’un cours (celui de morale). Dès qu’il franchit le cap de 100 élèves, le lycée se dote d’une surveillante générale.
Le corps enseignant est ainsi composé : seules les femmes ayant réussi le concours à l’agrégation (à l’École normale supérieure de jeunes filles de Sèvres, fondée en 1881) peuvent porter le titre de professeur ; celles ayant été reçues à l’examen du certificat ou de la licence portent le titre de chargée de cours (mais de professeur au niveau du collège). Les parents les rencontrent une fois toutes les deux semaines. L’article I des instructions ministérielles de 1890 rappelle que « les professeurs doivent se proposer comme fin essentielle, non pas seulement l’enseignement de leur science spéciale, mais surtout la formation d’esprits réfléchis, droits, sincères, qui aient le goût et le sens de notre vie moderne et française ». Parmi les premières professeurs du nouveau lycée, on compte Mlles Leroux, Dugard, Aaron et Tolmer (français), Mlle Flobert (histoire), Mlle Margaret Scott et Mme Bickart (anglais), Mlle Schach (allemand), Mme Ficquet (mathématiques), Mme Mallet (sciences physiques), Mme Jobet-Duval (gymnastique), Mlle Moria (dessin) et Mme Mansoy (musique) ; Mmes Armagnat, Brouin et Turpin s’occupent des cours préparatoires. Des professeurs hommes rejoignent parfois le lycée, comme M. Pelissier et M. Gohin (latin), alors professeurs au lycée Janson-de-Sailly, pour occuper au départ certains postes vacants, la formation des femmes professeurs étant récente (1881). Certaines se distinguent : Mlle Bérillon édite un livre à partir de ses impressions de cours, Le Bonheur et l’Adaptation à la vie, Mme Flobert vient en classe avec des chapeaux garnis de vraies fleurs, Mlle Moria se drape parfois d’une toge et remporte une médaille d’argent au Salon des artistes français de 1924 et Mme Fiquet organise des soirées astronomie au lycée, où, installant un télescope dans une travée, elle initie ses élèves à l’observation des étoiles.

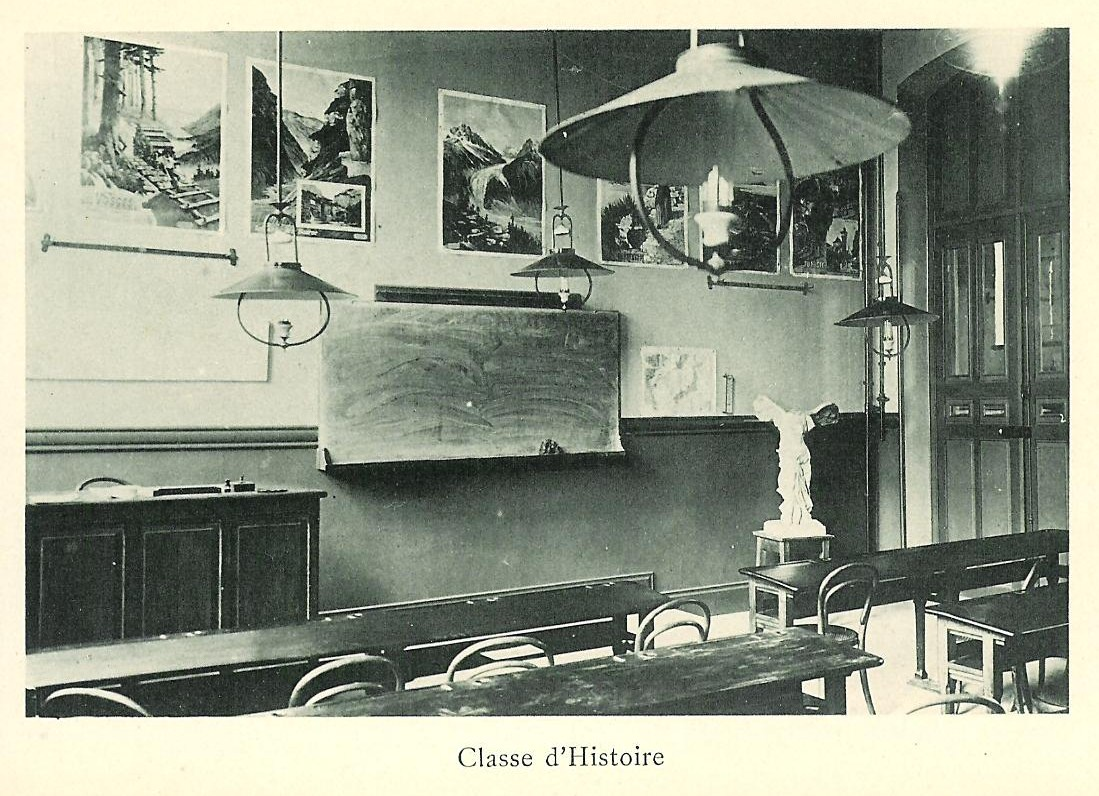
La salle d’histoire.
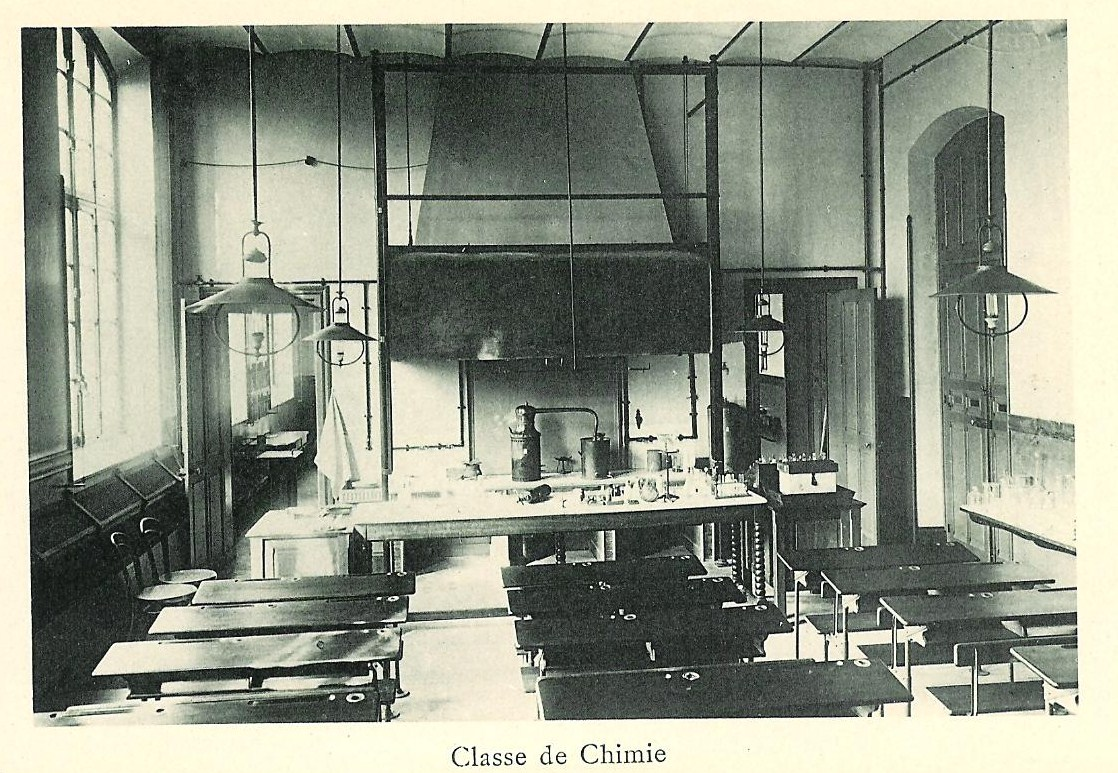
La salle de chimie.
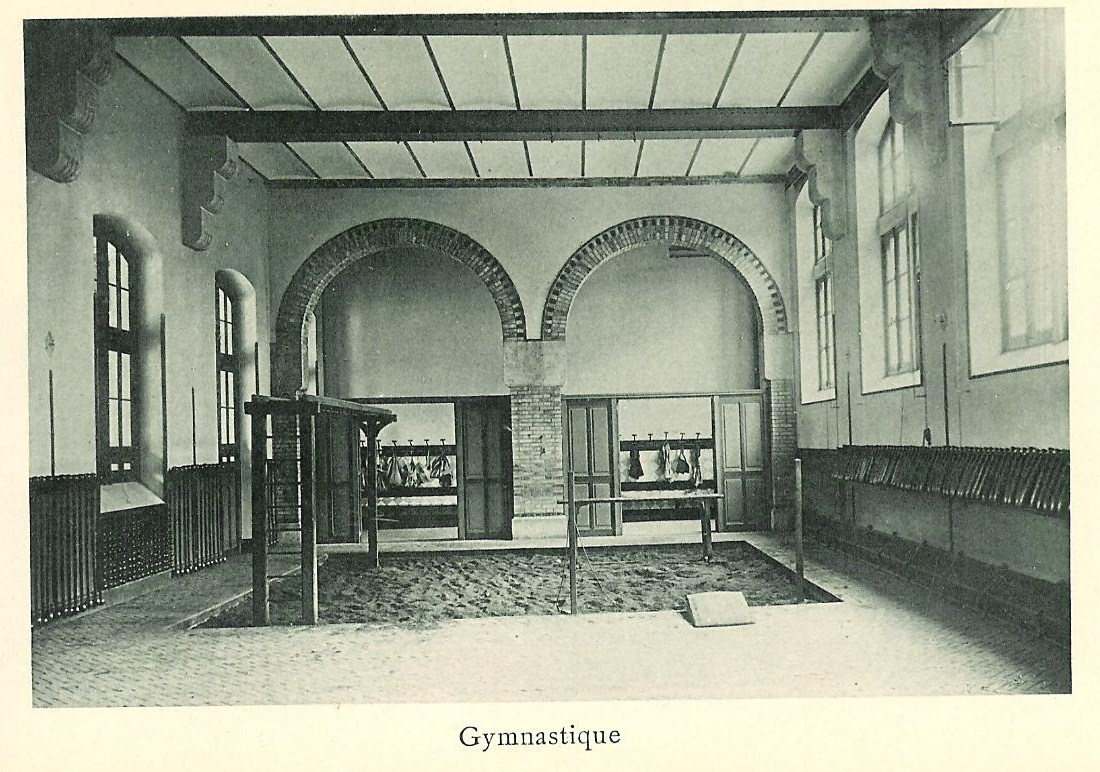
La salle de gymnastique.
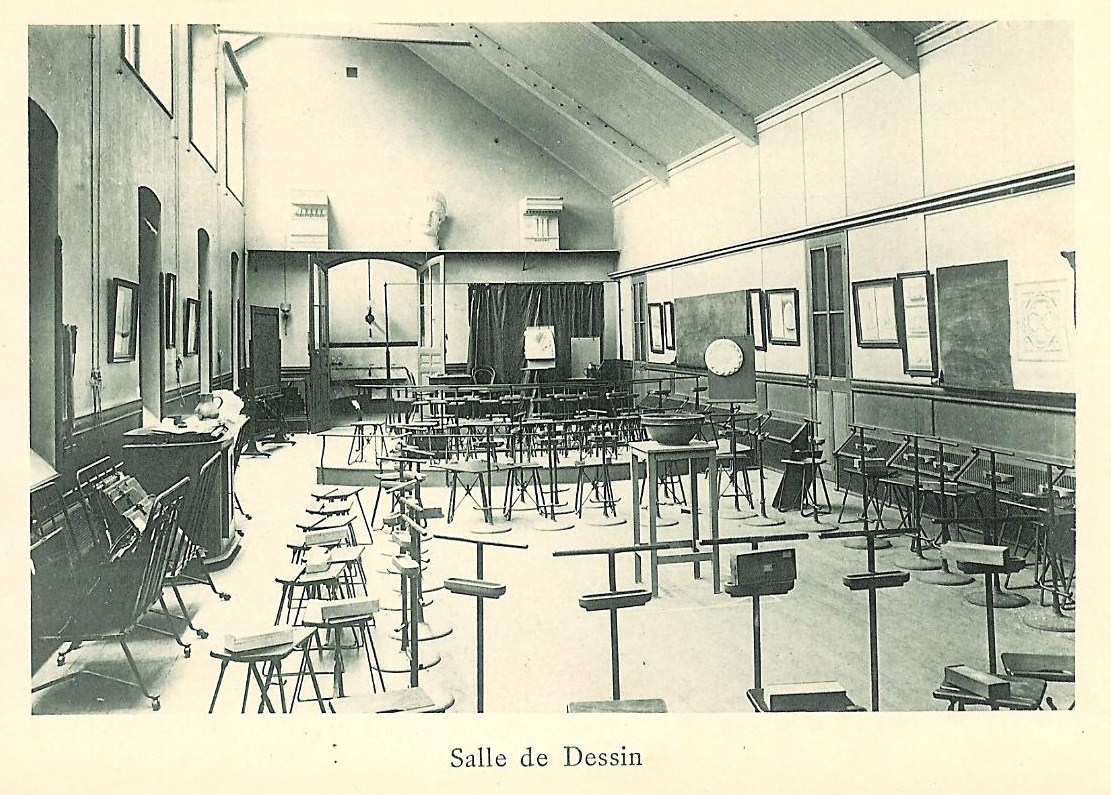
La salle de dessin.

##### Cours enseignés
On distingue donc les classes primaires (quatre années scolaires de 7 à 12 ans, avec enseignement de l’histoire, de l’anglais et de l’allemand pour les meilleures élèves ; à partir de 1914, sont admis dans ces classes les garçons s’ils ont une sœur qui s’y trouve déjà,) et les classes secondaires (cinq années scolaires de 12 à 17 ans, soit une de moins que dans les lycées de garçons), avec un examen portant sur l’ensemble de l’année écoulée et, en plus, un certificat d’études secondaires la troisième année et un diplôme de fin d’études secondaires la cinquième année (lequel permet entre autres d’exercer la profession d’institutrice dans les classes primaires ou celle de répétitrice dans les cours secondaires). Les trois premières années, tous les cours sont obligatoires, mais certains deviennent facultatifs pour les deux dernières. Les cours enseignés dans le secondaire sont : la littérature et la langue française, des langues étrangères (deux parmi l’anglais, l’allemand, l’espagnol et l’italien), l’histoire, la traduction grecque et latine, les mathématiques, les sciences physiques, les sciences naturelles, la morale, le « droit usuel », la couture et la gymnastique. En définitive, les options facultatives permettent de s’orienter soit vers une voie à dominante littéraire, soit à dominante scientifique. Ce programme scolaire peut paraître chargé ; il l’est néanmoins moins que celui des lycées de garçons, comme l’indiquent les directives des différents ministres de l’Instruction publique.
Bien que la structure des lycées de jeunes filles s'inspire de celle des lycées masculins, il ne s’agit pas de leur ressembler. La commission qui œuvra en 1881 à la mise en place de l’enseignement féminin spécifiait ainsi : « Le vœu unanime de la commission est qu’on ne laisse pas dégénérer cet examen [l’examen final] en une sorte de baccalauréat ». M.-L. Rançon explique : « Au début de leur fonctionnement, les lycées de jeunes filles offraient à leurs élèves une culture désintéressée, étrangère à tout souci trop exclusif d’examen ou de concours ». L'objectif était de fournir aux fonctionnaires formés dans les lycées d'État des épouses qui ne sortent pas d'établissements religieux. Les programmes sont plusieurs fois remaniés au cours des années 1890 ; deviennent par exemple facultatifs les cours de dessin et de solfège. L’enseignement dispensé évolue donc vers l'architecture suivante : Enfantine II, Enfantine I (classes élémentaires) ; Ire, IIe, IIIe années de classes préparatoires, un examen ; 1re à la 6e avec un examen à la 3e et un à la 5e, puis une classe de philosophie ou de mathématiques. La dénomination des classes, alors que dans les lycées de garçons va de la 6e à la terminale, est ici faite dans le sens inverse (de la 1re à la 6e, la dernière année étant facultative).

##### Vie scolaire et discipline

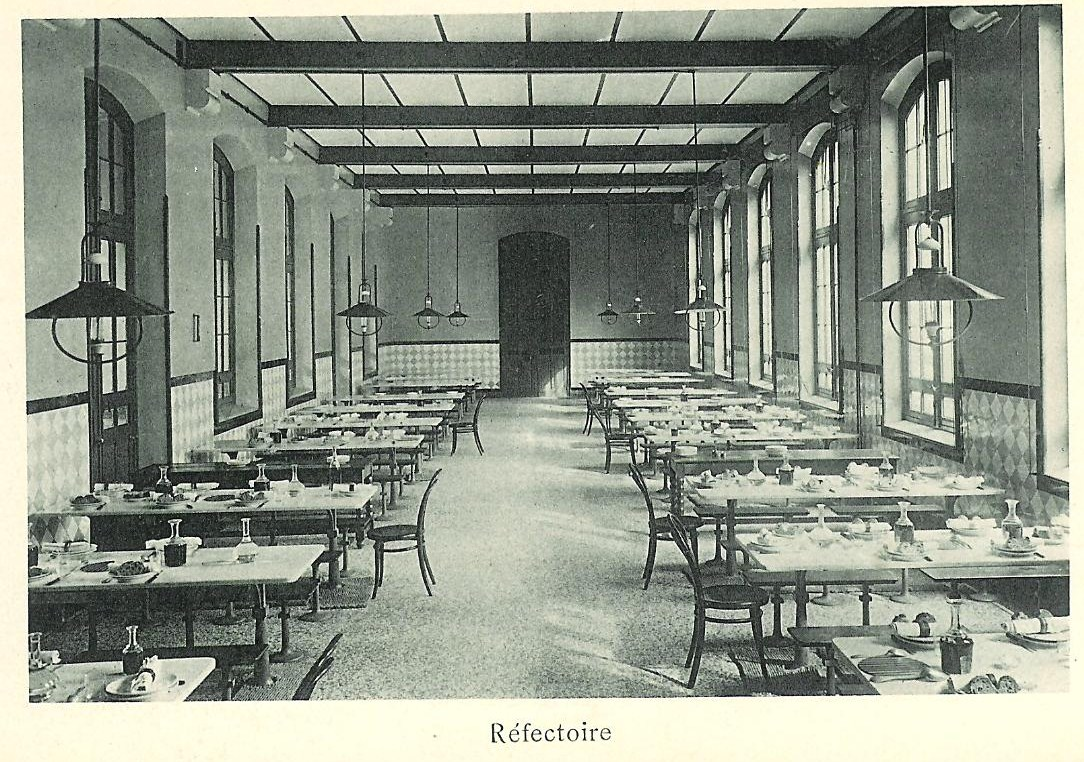
Le réfectoire.

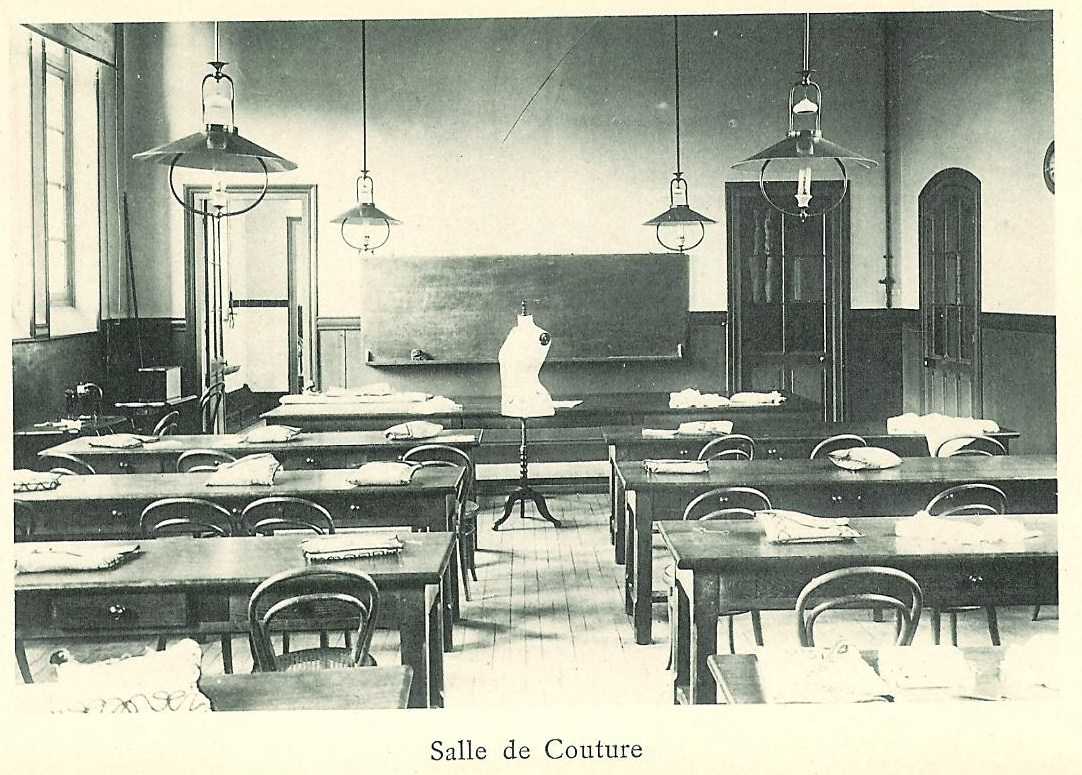
La salle de couture.

Il existe un régime d’externat simple (cours de 8 h 30 à 10 h 30 et de 13 h 30 à 15 h 30) payant, sauf pour les filles de fonctionnaires, et un régime d’externat surveillé (des heures d’études surveillées de 10 h 30 à 12 h et de 15 h 30 à 17 h 30), des frais supplémentaires s’ajoutant à ceux trimestriels, de cantine et des manuels scolaires. M.-L. Rançon note : « Les programmes, assez vagues, élaborés par Octave Gréard étaient encore très timides. Il fallait « ménager les santés fragiles, laisser à la famille tout loisir pour l’initiation domestique, les arts d’agrément, les premiers devoirs mondains » ». Les élèves de confession juive ne pouvant pas travailler le samedi, il n’y a pas de devoirs sur table ce jour-là. Comme partout alors, il n’y a pas classe le jeudi. On relève « pour chaque classe une salle de cours, une salle d’études, un vestiaire ». Les élèves viennent pour la majorité par les transports en commun, avec leurs bonnes, et sans autorisation écrite ne peuvent rentrer seules à leur domicile. Les cours avaient lieu au rez-de-chaussée pour les plus jeunes élèves et au premier étage pour les plus âgées. La salle de gymnastique se trouvait déjà au bout de la cour et de grandes salles accueillaient une fois l’an les ventes de charité et la remise des prix, quand cette dernière n’avait pas lieu dans la cour de la directrice.
La discipline est alors très sévère ; une élève note : « Madame la Directrice se tenait au-dessus du petit escalier et chaque élève la saluait en passant, en abaissant puis en relevant la tête ; il ne s’agissait pas alors d’avoir oublié de fermer les boutons de son manteau ou d’avoir laissé ses gants dans sa poche », mais une autre la justifie : « Plus tard, j’ai compris que les premiers lycées de filles ayant fait l’objet d’attaques violentes, il était nécessaire d’éviter, autant que possible, les critiques par une stricte discipline et une tenue parfaite, irréprochable ». Les élèves portent un tablier noir ; il n’y a pas de miroir au sein du lycée, pour éviter des excès d’afféterie.

##### Portée des cours et émancipation féminine

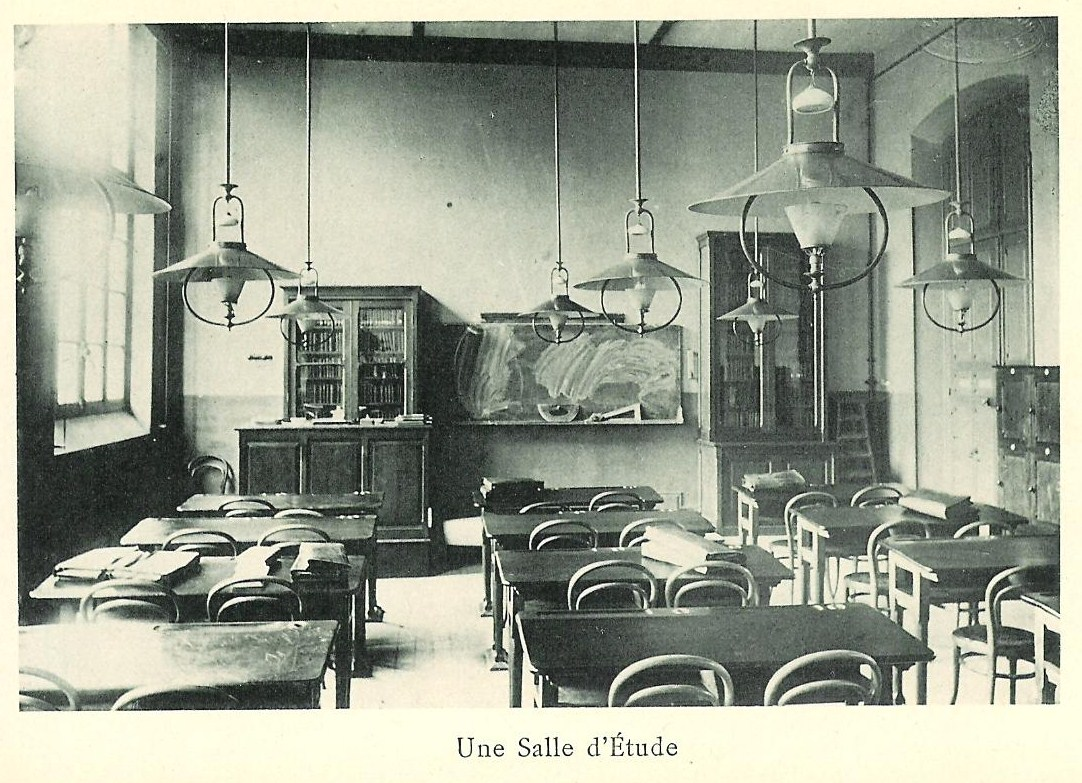
Une salle d’études.

À propos du bagage culturel que représentent ces études, Mlle Stoude déclare : « Mesdemoiselles, dites-vous bien que vous ne savez rien, nous vous avons seulement appris à apprendre », et une élève de déclarer : « Très peu chargé au point de vue scientifique, l’enseignement, à base d’histoire et de littérature, donnait aux jeunes que nous étions une culture assez vaste et superficielle, sans le moindre but utilitaire, mais qui nous ouvrait l’esprit à toute la beauté du monde ». Comme l'explique M.-L. Rançon, « les futurs lycées ou collèges de jeunes filles, c’était clair, devaient former avant tout des jeunes filles intelligentes et cultivées, mais ils devaient maintenir la jeune fille dans son rôle futur et ne pas chercher à imiter ou concurrencer les lycées masculins ». Mais une autre élève écrit : « Quelles révélations nous offraient les classes, quelle influence avaient nos professeurs ! […] Nous étions à cheval sur deux époques, à une période de transition, c’est pour cela que le lycée, symbole d’émancipation, pépinière pour des aspirations nouvelles, comptait tant dans nos vies ». Enfin, une dernière ajoute que cette influence se poursuivait après le lycée : « Nos professeurs nous encourageaient à ne pas cesser toute activité cérébrale et à continuer nos études ».
Le lycée Molière se pose donc comme un des moteurs de la promotion des femmes dans les études supérieures, plusieurs anciennes élèves suivant ces parcours traditionnellement dévolus aux garçons : Jeanne Debat-Ponsan passe ainsi l’agrégation de médecine, Marie Dujardin-Beaumetz le doctorat de sciences naturelles (en 1911) ou Madeleine Dalmeyda (fille de Georges Dalmeyda) l’agrégation de lettres (en 1916). En 1900, deux anciennes élèves réussissent l’agrégation d’histoire et une de mathématiques ; suivent en 1902 une d’histoire, en 1905 une licence de droit, en 1906 une de sciences naturelles, en 1910 une agrégation de lettres, un DES d’anglais, des licences en lettres, en sciences naturelles et en sciences physiques, en 1912 une entrée à l’École nationale supérieure des arts décoratifs puis en 1914 l’agrégation de lettres pour Louise Weiss, etc..

### Du début duXXesiècleà la Première Guerre mondiale

#### Évolution de la population scolaire et de l’organisation des cours

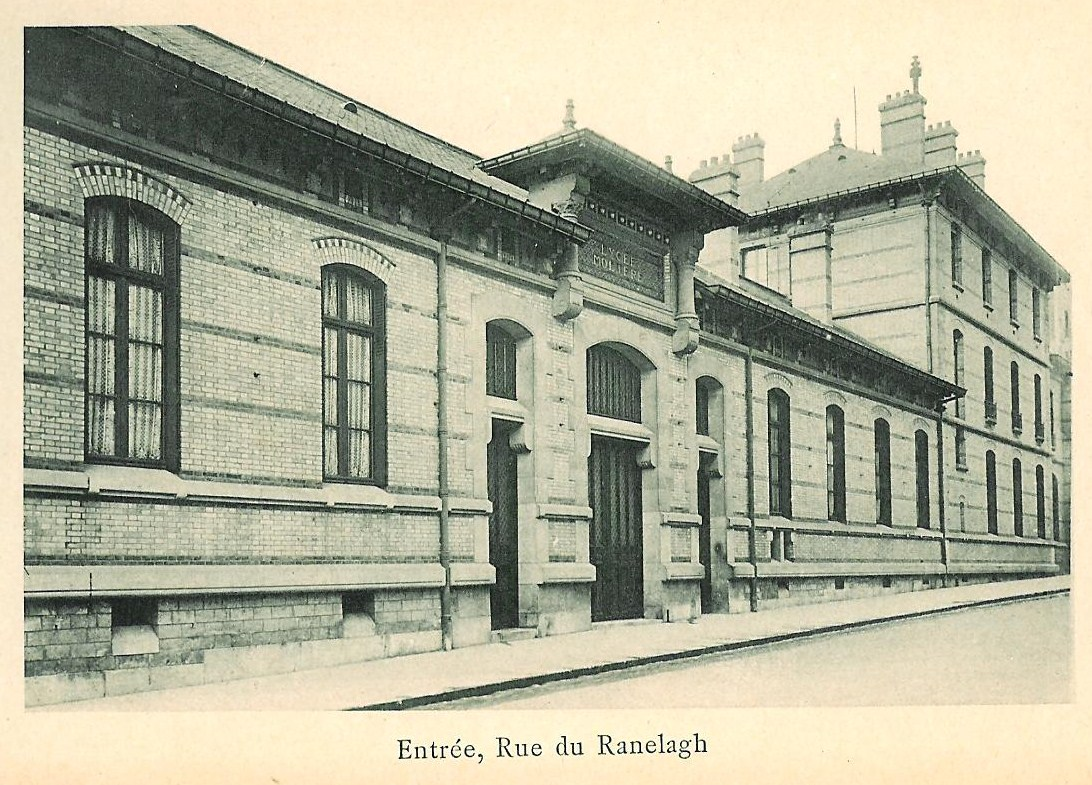
La façade principale du lycée, donnant sur la rue du Ranelagh, au tournant du siècle.

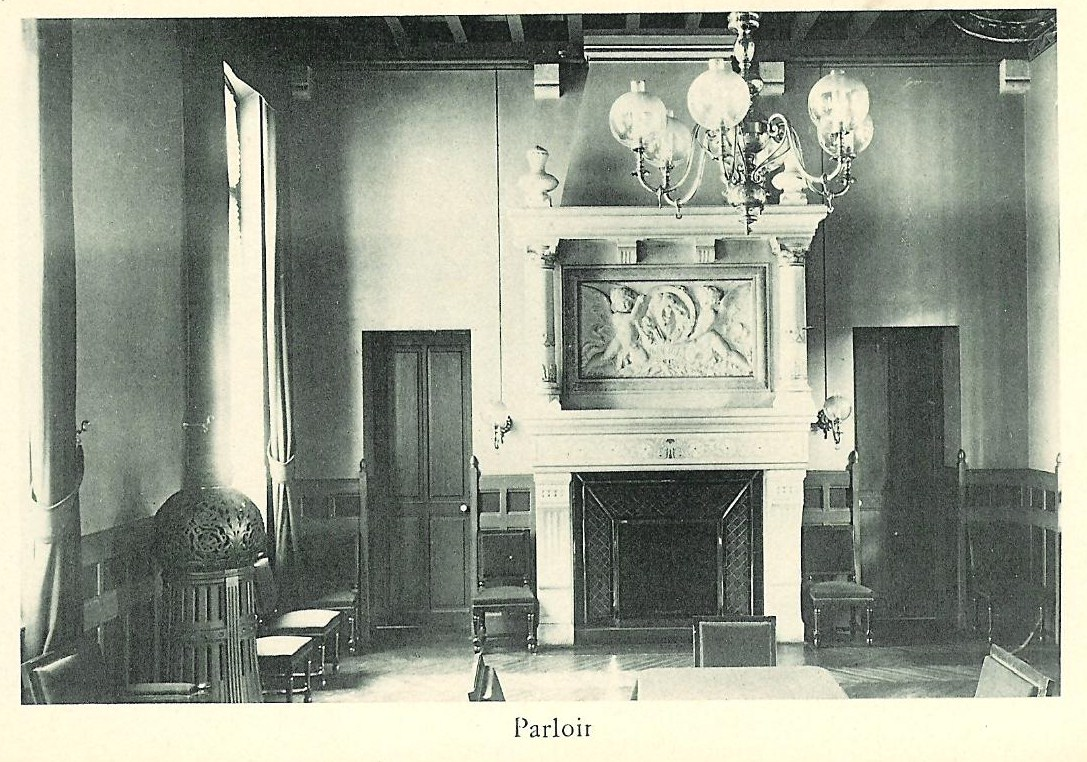
L’ancien parloir, à la fin du XIXe siècle.

L’établissement compte donc à ses débuts un nombre d’élèves peu important mais il finit par augmenter en raison de la stabilisation des programmes à partir de 1897, puis avec l’accroissement de la scolarisation des jeunes filles : ainsi, entre 1888 et 1896, les effectifs passent de 48 à 244 élèves. Ils stagnent ensuite à cause de la suppression des autobus omnibus (alors que les établissements privés sont munis de voituriers), certaines élèves habitant parfois loin (à côté de l’hôtel des Invalides ou de la place de l’Étoile par exemple et se rendant au lycée respectivement avec les tramways « La Muette-rue Taitbout » et « Auteuil-Saint-Sulpice »). À partir de 1905, le nombre d’élèves progresse rapidement (du fait de la fermeture d’institutions religieuses et de l’urbanisation croissante du quartier), pour atteindre 573 élèves en 1913. Les programmes, eux aussi, évoluent, les parents d’élèves souhaitant de plus en plus voir leur fille présentée au baccalauréat ; en 1912 est donc officieusement mise en place une sixième année (dite « de philosophie ») « pour favoriser les aspirations des meilleures élèves » ; les cours de latin sont en revanche enseignés par un professeur extérieur, ce qui rend ces heures payantes pour les familles. En 1913, les six élèves présentées au baccalauréat sont reçues,.
Comme le sacralise la IIIe République, les carnets de notes bimensuels sont instaurés ainsi que les félicitations du conseil de discipline, l’inscription au tableau d’honneur mensuel et, à la fin de chaque trimestre, une distribution de prix. En 1915, de nouvelles installations électriques permettent l’instauration de vrais cours de sciences physiques. Dans son rapport établi en juin 1907, l’inspecteur d’académie Combarieu note que « ces jeunes filles sont très sages. Elles pourraient servir de modèles aux garçons, s’il en était besoin, car elles rendraient à peu près inutile l’usage des punitions » ; la discipline est sévère, mais entre 1902 et 1922, seules deux élèves sont exclues du lycée pour raisons disciplinaires. Sous l’égide de Mlle Scott (surnommée « la bonne dame d’Auteuil »), professeur d’anglais, les élèves participent à des œuvres de bienfaisance tout au long de l’année, car « il était indispensable de faire prendre conscience aux élèves de leurs privilèges » : par exemple, la collecte de vêtements en octobre, ou l’arbre de Noël pour les enfants pauvres du quartier d'Auteuil et de Grenelle, ainsi qu’une petite kermesse où les élèves vendaient sur des comptoirs des pâtisseries ; chaque semaine, une petite collecte (le « sou du samedi ») permet de payer les frais de scolarité de deux élèves déshéritées. Aidées par l’Association des anciennes élèves (qui, un dimanche par mois, organise un « Cercle amical » pour de jeunes ouvrières à qui l’on offre un goûter et un trousseau), ces bonnes œuvres tendent néanmoins à disparaître au début de la Seconde Guerre mondiale.

#### Projets d’internat et modernisation
On réfléchit un temps à l’idée de créer un internat dans le lycée, mais le projet ne se concrétise pas, notamment en vertu de la loi de 1880 sur la création de lycées de jeunes filles, qui n’autorise pas les dortoirs dans de tels établissements. Néanmoins, en 1912 (après une courte expérience entre 1909 et 1911 au 22, rue La Fontaine), le rectorat accepte la création d’un petit internat pour vingt élèves situé dans un bâtiment voisin, au 28, rue de l’Assomption, et qui prend le nom de « Maison d’éducation du lycée Molière ». Elle est dirigée par la mère d’une élève (Marietta Martin), Henriette Martin-Le Dieu. Vers 1900 sont créées des aumôneries catholique, protestante et israélite. Le lycée est relié la même année au réseau téléphonique. Il existe également une chorale, qui chaque année gagne, en bateau-mouche, la Sorbonne, où a lieu la « Grande chorale des lycées de jeunes filles ». Les élèves devant se faire annuellement vacciner contre la variole (sauf si un certificat médical les en dispense), on installe pendant quelques jours une génisse dans la cour de récréation pour prélever la vaccine.

#### Le lycée pendant la Grande Guerre
La Première Guerre mondiale a des conséquences néfastes pour le lycée : lors de la rentrée scolaire de 1914, 418 élèves se présentent alors qu’on en attendait 580 ; l’internat n’accueille en outre que 7 élèves. Mlle Stoude note que « la discipline a dû devenir plus tolérante après cette date, pour les élèves en retard à la première heure du matin, après les raids de la nuit ». En octobre 1915, l’installation électrique remplace l’éclairage au gaz, après des travaux commencés en juillet. Un tablier de couleur fourni par Le Bon Marché (bleu ou beige selon les semaines, et portant le nom de l’élève brodé), remplace le tablier réglementaire noir. Les lycéennes participent à l’effort de guerre par le « sou des lycées » (10 centimes par élève), donné aux combattants, à des ateliers de couture ou de travail agricole,. « Chaque classe avait un filleul parmi les poilus ». Mlle Scott court les gares pour aider les blessés et Mlle Dugard se rend régulièrement dans les hôpitaux.
Lors de la rentrée de 1914, après la demande pressante d’élèves de première et de terminale voulant continuer les cours, le lycée ouvre des classes supérieures, qui ne portent pas encore le nom de classes préparatoires aux grandes écoles ; malgré la guerre, les candidates au baccalauréat se font plus nombreuses et la préparation à ces classes (notamment aux classes préparatoires scientifiques) plus intense, cependant que l’École centrale accepte des étudiantes et que sont créées, en 1916 l’école de Haut enseignement commercial pour les jeunes filles et, en 1917, l’École des surintendantes d’usine. Après la révolution d'Octobre de 1917, nombre de Russes blancs émigrent à Paris et scolarisent leurs filles au lycée Molière : une élève pendant les années 1930 évoque ainsi la vivacité de cette petite communauté : « Nathalie Sorokine, Nathalie Abaza, Sarah Chapiro, Nathalie Iliine, Lili Tager-Garel… Toutes très, très intelligentes, ayant beaucoup de facilités et faisant nettement bande à part ». Le 23 mars 1918, les élèves passent la matinée dans les caves du lycée, à cause des bombardements allemands. Après l’armistice, des élèves ramènent de la place de la Concorde, avec l’aide d’élèves du lycée Janson-de-Sailly un canon allemand, lequel resta en place plusieurs années dans la cour d’honneur du lycée.

### Entre-deux-guerres et Seconde Guerre mondiale
« Présentation des classes secondaires lors de l’année scolaire 1920-1921 :
- 1re année : sections A, B, C.
- 2e année : sections A, B, C.
- 3e année : sections A, B, C.
- 4e année : sections A, B.

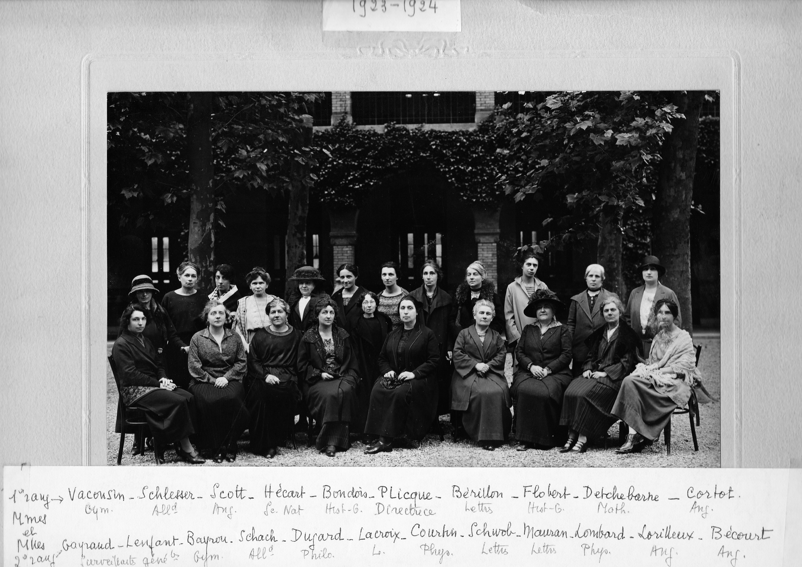
Photographie des professeures du lycée de l'année scolaire 1923-1924 (prise dans la cour).

- 5e année : sections A, B, C, D.
- 6e année : une classe de philosophie, une classe de mathématiques élémentaires
Réussite au baccalauréat :
- Classe de mathématiques élémentaires : 9 succès (mentions : 1 TB, 1 B, 2 AB)
- Classe de philosophie : 19 succès (mentions : 2 B, 7 AB)
- Classe de latin-sciences : 6 succès (mentions : 2 AB)
- Classe de latin-langues : 19 succès (mentions : 1 B, 1 AB)
- Classe de sciences-langues : 13 succès (mentions : 1 B, 3 AB)
Présentation des classes secondaires lors de l’année scolaire 1938-1939 :
- 1reannée : 4 sections.
- 2e année : 4 sections.
- 3e année : 4 sections.
- 4e année : 4 sections.
- 5e année : 4 sections.
- 6e année : 4 sections.
- deux classes de philosophie, une classe de mathématiques élémentaires
Réussite au baccalauréat :
- Classe de mathématiques élémentaires : 16 succès (mentions : 1 AB)
L'entre-deux-guerres voit une augmentation considérable du nombre de jeunes filles voulant étudier. Le lycée scolarise ainsi mille trois cent cinquante élèves en 1938 et en refuse certaines, le nouveau lycée Jean-de-La-Fontaine voisin permettant de désengorger une partie des effectifs. En 1919, le baccalauréat féminin est créé ; « la préparation au baccalauréat devient plus que jamais l’objectif principal, mais il continue d’être une « expérience » - sinon une institution -, tolérée, mais non agréée encore ». Le non-enseignement du grec et les cours réduits de latin (étalés sur deux ans au lieu de quatre dans les lycées de garçons alors qu’il faut présenter cette épreuve à l’examen pour prétendre aux facultés de lettres, de droit et de médecine) conduit la direction à encourager des professeurs invités à venir enseigner au lycée ces « cours complémentaires », même quand ils sont de sexe masculin (comme M. Bœgner en philosophie et M. Cayrou en latin, tous deux professeurs au lycée Henri-IV) ; ces cours sont payants (95 francs en plus des coûts de scolarité, bien que, en 1924, le ministre Édouard Herriot instaure la gratuité des cours primaires, étendue en 1927 au secondaire). À partir du décret Léon Bérard du 25 mars 1924, les enseignements masculins et féminins sont alignés sur le même modèle (7 années d’études, de la 6e à la terminale), et permettent, grâce à la gratuité annoncée de l’enseignement, de prétendre à de grandes écoles pour les meilleures élèves. En 1920, Mlle Detcherbarne ouvre une classe de mathématiques. Des voyages scolaires sont parfois organisés à destination de la Hongrie.
Le concours général est créé en 1930 ; Jacqueline David (future Jacqueline de Romilly) gagne le premier prix de version latine et le second prix de version grecque. En 1935, le lycée compte trois premiers prix, un second ainsi que deux accessits. Par ailleurs d'anciennes élèves du lycée se distinguent en devenant les premières femmes conservateur des musées nationaux, pensionnaire à l’École française d’Extrême-Orient et à entrer à l’École centrale.
Au fil des années, les élèves du lycée gagnent en liberté, ne viennent plus accompagnées d’une bonne, fréquentent les cinémas voisins (l’« Auteuil-Bon Cinéma » ou l’« Alexandra » situé rue de Passy) et écoutent la TSF ; en 1926, une soirée dansante réunissant sept cents personnes est même organisée au lycée pour fêter la remise de la Légion d’honneur à la directrice, Mme Plicque : un buffet est installé dans le hall, un fumoir dans la salle des professeurs et un orchestre de jazz dans le parloir. C’est entre 1936 et 1939 que Simone de Beauvoir enseigne au lycée : elle est professeure de philosophie dans l’une des deux classes de philosophie, l’autre étant tenue par M. Bœgner, ; elle est renvoyée en 1939 après la révélation de sa liaison avec une élève, Bianca Bienenfeld.
Lors de la rentrée des classes de 1939, la cantine du lycée est transférée à l’Institution Boileau et remplacée par trois salles de classe aux parois mobiles, qui, détachées, permettent de créer une salle des fêtes occasionnelle. Alors que la guerre éclate, le ministre Yvon Delbos ferme le lycée, les caves n’étant pas assez solides pour accueillir les élèves lors de bombardements (les usines Citroën sont proches). Claudine Planus, une élève de troisième, incite alors ses camarades à suivre l’action d’Igor de Schotten (son futur mari), élève au lycée Janson-de-Sailly, et à aller défiler avec d’autres étudiants, en remontant les Champs-Élysées et déposer une croix de Lorraine au pied de l’Arc de triomphe, le 11 novembre 1940, malgré l’interdiction des autorités. Les jeunes filles sont ainsi représentées dans le défilé.

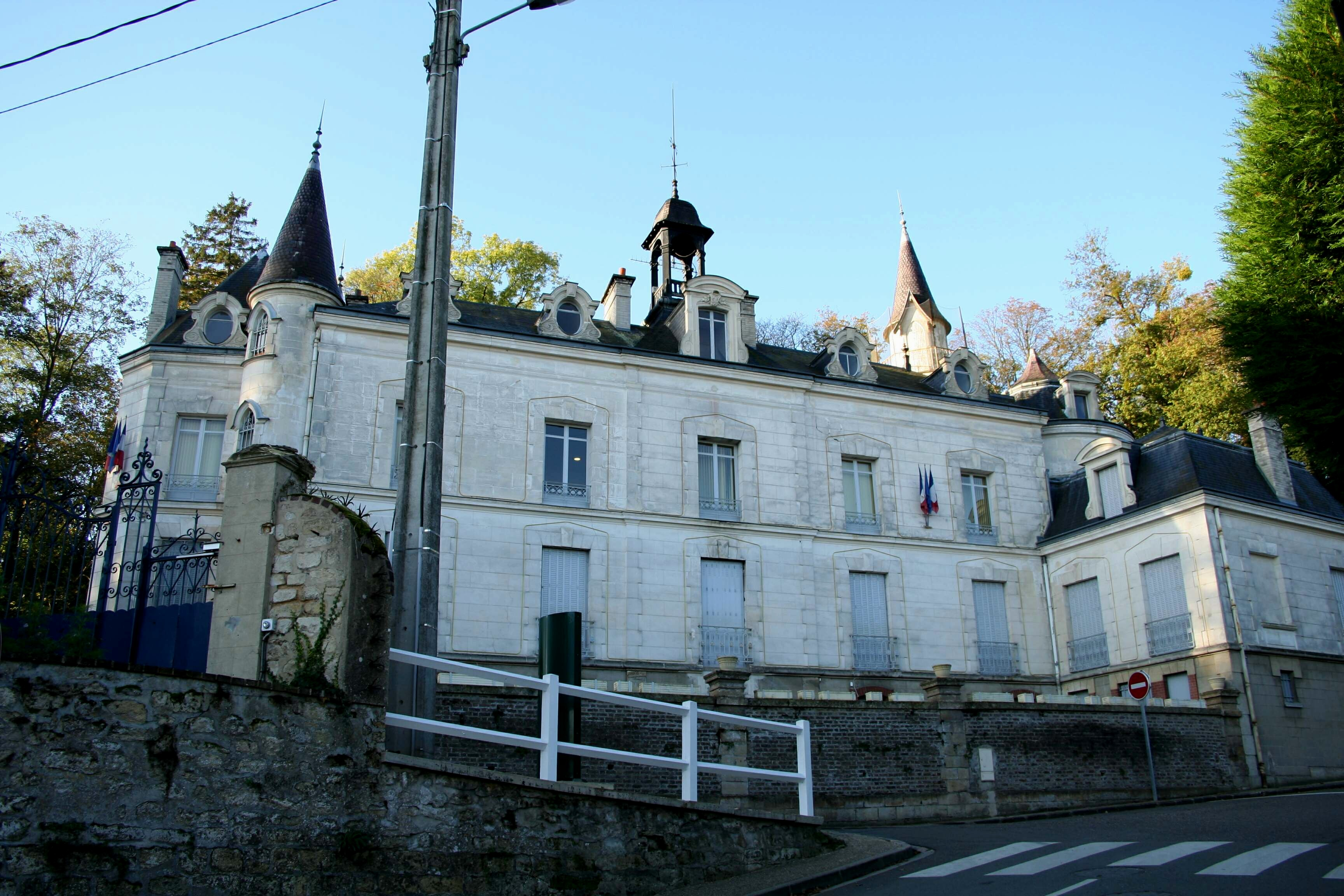
Le château des Tourelles, à Hardricourt (alors en Seine-et-Oise, depuis dans les Yvelines), où est un temps délocalisé le lycée Molière pendant la Seconde Guerre mondiale.

La directrice, Mlle Lagarce, se replie avec l’autorisation du rectorat à Hardricourt, près de Meulan (alors en Seine-et-Oise, depuis les Yvelines), au château des Tourelles, une pension pour enfants abandonnée. Par la force des choses, le lycée improvisé devient mixte et accueille deux cent cinquante élèves de lycées différents, de la sixième à la terminale (avec les professeures du lycée Molière et un du lycée Victor-Hugo). M.-L. Rançon raconte : « Les locaux étaient petits, les salles peu nombreuses. Un escalier en colimaçon reliait les différents étages. Mais la maison possédait un très grand parc ombragé d’arbres magnifiques. Malgré quelques points noirs, l’opération semblait possible, mais il fallut d’abord que les agents du lycée fassent un nettoyage en règle des lieux avant que l’on puisse ouvrir le « Molière de Meulan » ». La directrice loge sur place, des professeures sont installés en ville et les élèves viennent le matin à bicyclette depuis Paris, sauf celles qui ont pu trouver un hébergement plus proche. Une ambiance plus familiale se crée, Mlle Lagarce n’hésitant pas à enseigner elle-même la chimie. L’établissement provisoire se situe néanmoins près d’une usine d’hydravions, ce qui oblige les élèves à construire des tranchées dans lesquelles se cacher en cas de bombardement, aidées bientôt par des ouvriers espagnols au chômage. Tous voient se dérouler la guerre : les avions allemands puis l’exode des populations belges et du Nord de la France ainsi que des soldats, dont certains sont recueillis au champ de course de Meulan (à deux kilomètres) ; les élèves aident à préparer leurs repas. Pendant ce temps, le vrai lycée subit l’assaut des bombes ; une galerie, deux salles de classe et les cuisines sont détruites. Près du château aussi, le pont reliant Meulan aux Mureaux est détruit et le rectorat somme la directrice de rentrer à Paris.

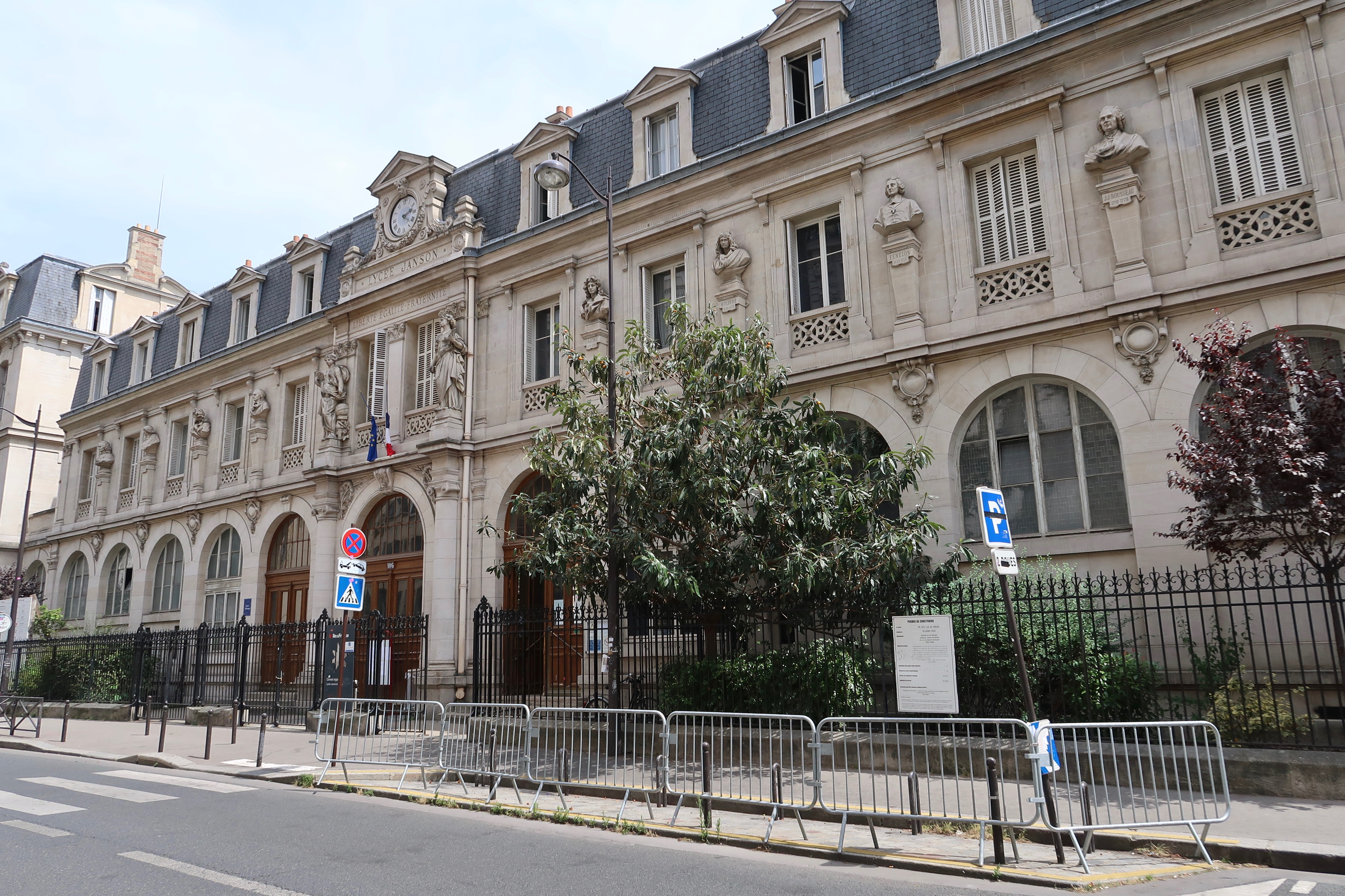
Le lycée Janson-de-Sailly, où ont momentanément lieu certains cours du lycée Molière pendant la guerre.

Tous rentrent en train et trouvent le lycée fermé. Ils doivent ensuite rejoindre le lycée de jeunes filles de Bordeaux. Cela n’est que provisoire et tous reviennent finalement à Paris. Sous l’Occupation, les cours du lycée ont lieu dans une partie du lycée Janson-de-Sailly, avec les élèves du lycée Jean-de-La-Fontaine (pendant les vacances, pour éviter que le lycée ne soit réquisitionné), puis retrouvent le lycée Molière, lors de la rentrée scolaire d’octobre 1940. Pendant l’hiver 1942, les salles ne sont pas chauffées. L’heure allemande instaurée, modifiant les pendules françaises de deux heures, pousse les élèves à commencer les cours très tôt et parfois dans le noir, en raison des réverbères coupés et des lumières éteintes. Des bombardements surviennent (bien qu’il faille distinguer les préalertes des alertes) et conduisent toute la population du lycée à descendre dans les caves de l’établissement (pour les petites classes) ou celles, plus nombreuses, de la rue du Ranelagh ou de la rue Gustave-Zédé (pour les écoles des classes secondaires) ; certains cours y sont même poursuivis par des professeures zélées. Une ancienne élève parle de cette période, « où les cours se passaient souvent dans la cave… et où les « étoiles jaunes » disparaissaient au fil des jours ».
Une plaque, dans la galerie derrière le hall, rappelle le nom des quarante-deux élèves ou anciennes élèves (de 10 à 53 ans) décédées pendant la guerre (« À la mémoire des anciennes élèves du lycée Molière mortes pour la France, 1939-1945 ») ; on compte une ambulancière tuée au front, deux tuées pendant des bombardements, 8 résistantes mortes en déportation ou abattues (dont Marietta Martin) et 31 juives mortes en déportation (dont Erma Abelson, élève entre 1930 et 1938, qui se livre elle-même à la Gestapo après avoir appris l’arrestation de sa mère). Brigitte Friang est renvoyée pour gaullisme puis déportée et Suzanne Grumbach est arrêtée à Lyon. D’anciennes élèves s’engagent aussi dans la Résistance (comme Yvette Farnoux) ainsi que des professeures (Mme Vacher, professeure de mathématiques, est arrêtée alors qu’elle œuvrait pour le groupe du musée de l’Homme et incarcérée au fort de Romainville). Cette plaque de marbre est installée le 2 juillet 1947 à l’initiative de la présidente de l’Association amicale des anciennes élèves, Marguerite-Marie Chalufour, lors d’une célébration réunissant le ministre de l’Éducation nationale Marcel-Edmond Naegelen et la sénatrice et ancienne résistante Gilberte Brossolette, qui dévoile la plaque ; un chant choral est récité et une élève lit le poème Auschwitz de Louis Aragon.

### Le lycée depuis 1945
« Programme d’éducation physique du lycée Molière de 1962 :
Elle dispose de 2 heures par semaine, auxquelles s’ajoutent les 2 heures de plein air au stade Suchet, boulevard Franchet d’Espérey. Le plein air peut être remplacé par :
- en 6e et 5e : la natation à la piscine Molitor, pendant trois quarts d’heure et par roulement ;
- en 4e : le patinage. 10 élèves par classe, choisies par tirage au sort, durée 1 heure ;
- en 1re : l’équitation. 2 élèves par classe, choisies par tirage au sort, durée 1 heure.

Stade - Les élèves ne sont dispensées du stade que par très mauvais temps. En cas de temps douteux, elles doivent s’y rendre et sont raccompagnées sous surveillance au Lycée si la séance n’a pas lieu.
Après la guerre, le plan Langevin-Wallon réorganise l’enseignement en France. En 1952 est encouragée la création de classes pilotes : entre 1952 et 1959, le lycée Molière en abrite cinq, de la 6e à la 2de, lesquelles sont confirmées dans leur position par le décret du 6 janvier 1959 puis d’autres circulaires : scolarité obligatoire jusqu’à 16 ans, différenciation entre enseignement général long, court et professionnel.

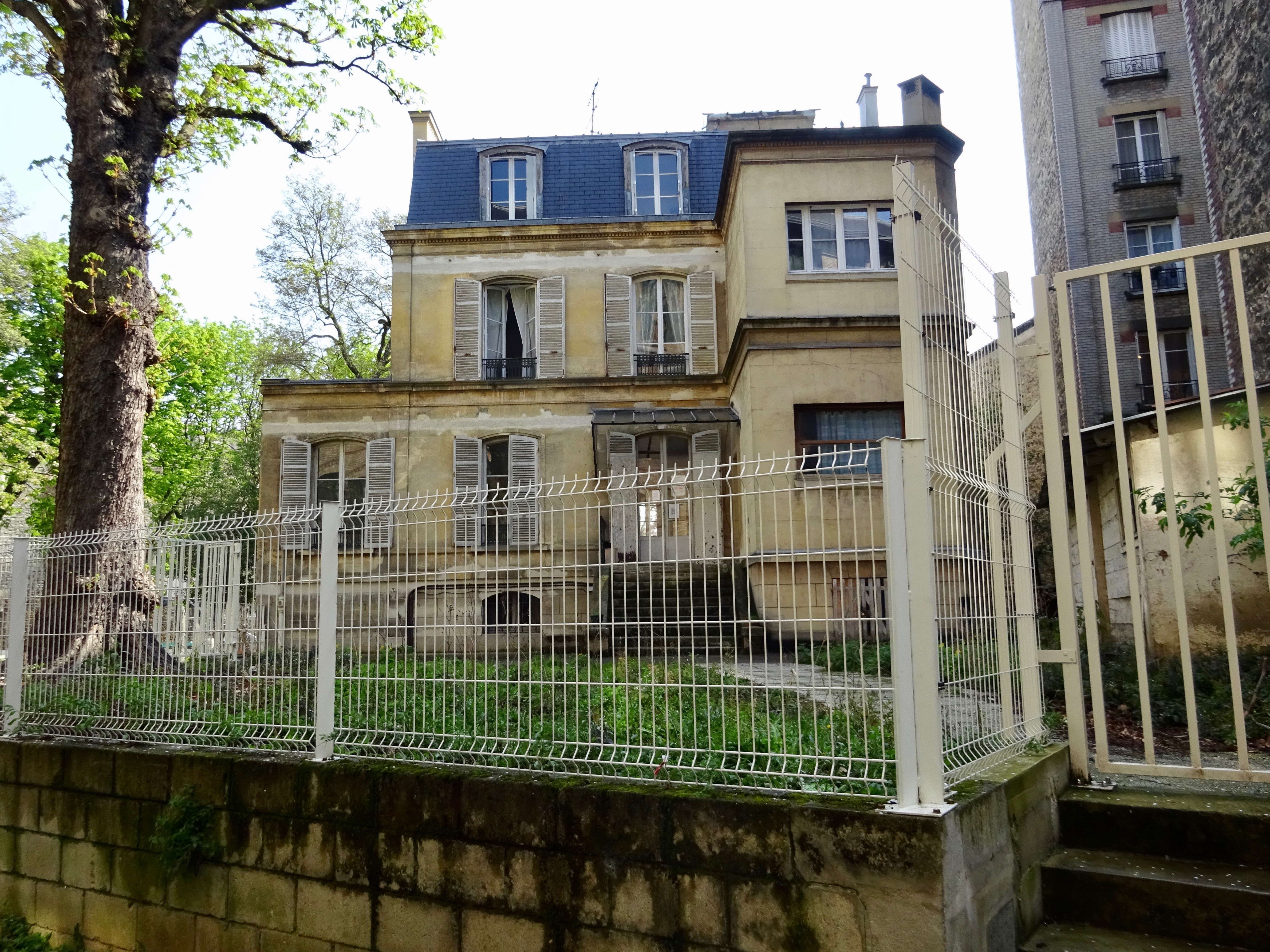
Pavillon situé dans le Hameau, acheté en 1954.

Plusieurs réaménagements importants ont lieu dans les années 1940 : le bureau de la directrice est déplacé au centre du lycée, jouxtant la cour d’honneur, un atelier de travaux manuels est créé dans les sous-sols (en 1946-1947) et la construction d’un deuxième étage (aile gauche en 1948-1949 et aile droite en 1949-1950) ajoute à l’établissement quatorze salles de classe, trois bureaux, deux vestiaires et deux toilettes ; la population scolaire avait alors encore augmenté, atteignant 1 685 élèves en 1950. Les travaux se poursuivent jusqu’en 1956, date à laquelle est surélevée l’aile du lycée donnant sur la rue de l’Assomption. Les élèves déjeunent désormais au Foyer des lycéennes, rue du Docteur-Blanche, créé par la directrice du lycée, Yvonne Cordillot, afin de permettre aux étudiantes en classes préparatoires venues de province de se loger à Paris. En 1951 est créé un Centre officiel de préparation au professorat d’enseignement ménager, avec des salles de cours adaptées (cuisine pédagogique, salle de lessive et de repassage, salle à manger) : le lycée Molière est le seul lycée de France avec la Maison d’éducation de la Légion d’honneur à proposer cette nouvelle formation. En 1953, le lycée accueille trois classes préparatoires aux grandes écoles littéraires, en vue d'intégrer l’École normale supérieure de jeunes filles de Sèvres ; il y a alors deux classes de lettres supérieures et une de première supérieure.
En 1954, le lycée est étendu à un pavillon limitrophe et son parc ; cette section, surnommée le « Hameau », est augmentée en 1962 d’un terrain appartenant aux héritiers du poète Fernand Gregh. En 1956, le ministère de l’Éducation nationale achète pour le lycée un immeuble place Rodin, qui doit devenir une annexe de l'établissement, mais le projet ne se concrétise pas. Vers 1962, la population scolaire augmente brusquement avec le retour des Pieds-noirs d’Algérie et du Sahara français, ce qui amène la construction de préfabriqués servant de salles de classe provisoires dans le Hameau. En 1968, on compte 1 964 élèves et 65 classes. Pendant les événements de Mai, des réunions ont lieu dans le lycée, mais celui-ci n’est pas occupé comme d’autres le sont alors, et les élèves se rendent surtout au lycée Janson-de-Sailly pour participer à des débats. Les années 1960 voient également la disparition progressive des prix et des classements (tableaux d’honneur, remises solennelles) et des tabliers ; ne restent que les félicitations du conseil de classe et une intégration de la voix des élèves dans certains processus décisionnels de l’établissement (notamment la présence dans les conseils de classe pour le chef de classe, puis les déléguées de classe). À la rentrée de septembre 1968, quelques garçons intègrent les classes préparatoires aux grandes écoles. Dans les années 1960, les filières proposées au lycée sont la section A, la section B, la section C, la section M, la section philo, la section sciences expérimentales, la section mathématiques et la section propédeutique. Le lycée devient mixte lors de la rentrée scolaire de septembre 1973.
En janvier 2007, une nouvelle plaque commémorative est inaugurée au lycée : en marbre noir et écrite en lettres d’or, elle honore les noms d’élèves du lycée déportés pendant la Seconde Guerre mondiale, alors qu'ils avaient moins de dix-huit ans ; certains noms, ne figurant pas sur la précédente plaque et redécouverts après des recherches, y sont inscrits, comme ceux de Georges Gutman, Éliane et Huguette Nehama. Le lycée est partenaire de la Fondation pour la mémoire de la déportation et présente chaque année des élèves au Concours national de la résistance et de la déportation, remportant souvent des prix départementaux et nationaux. Il participe également au « Relais de la Mémoire Juniors de l'Association pour la Mémoire des Déportés et des Résistants d'Europe », créé par Yvette Baumann-Bernard-Farnoux, ancienne élève du lycée et son époux Abel Farnoux, tous deux rescapés de la déportation pour faits de résistance. Le 13 avril 2005, Jorge Sampaio, président de la République portugaise, visite le lycée. Le lycée organise régulièrement des manifestations culturelles, comme, du 20 au 24 octobre 2008 une « semaine européenne ». Début 2011 est créé le journal du lycée, Les Fourberies de Molière. Le 15 décembre 2011, le lycée organise une soirée en l'honneur des trois anciennes élèves décorées de la Grand-croix de la Légion d'honneur (sur les huit que compte alors la France) : Jacqueline de Romilly, Christiane Desroches Noblecourt et Yvette Farnoux, les deux premières étant décédées respectivement en 2010 et 2011, et la troisième ayant pu se déplacer pour la cérémonie. Une exposition est organisée dans la salle des Actes (ancien parloir), suivie de l'intervention, dans le théâtre, de personnalités en lien avec la carrière de ces trois femmes, ainsi qu'un témoignage d'Yvette Farnoux ; le chœur de l'opéra de Paris entonne enfin le Chant des marais, en souvenir des anciennes élèves déportées.

### Célébrations

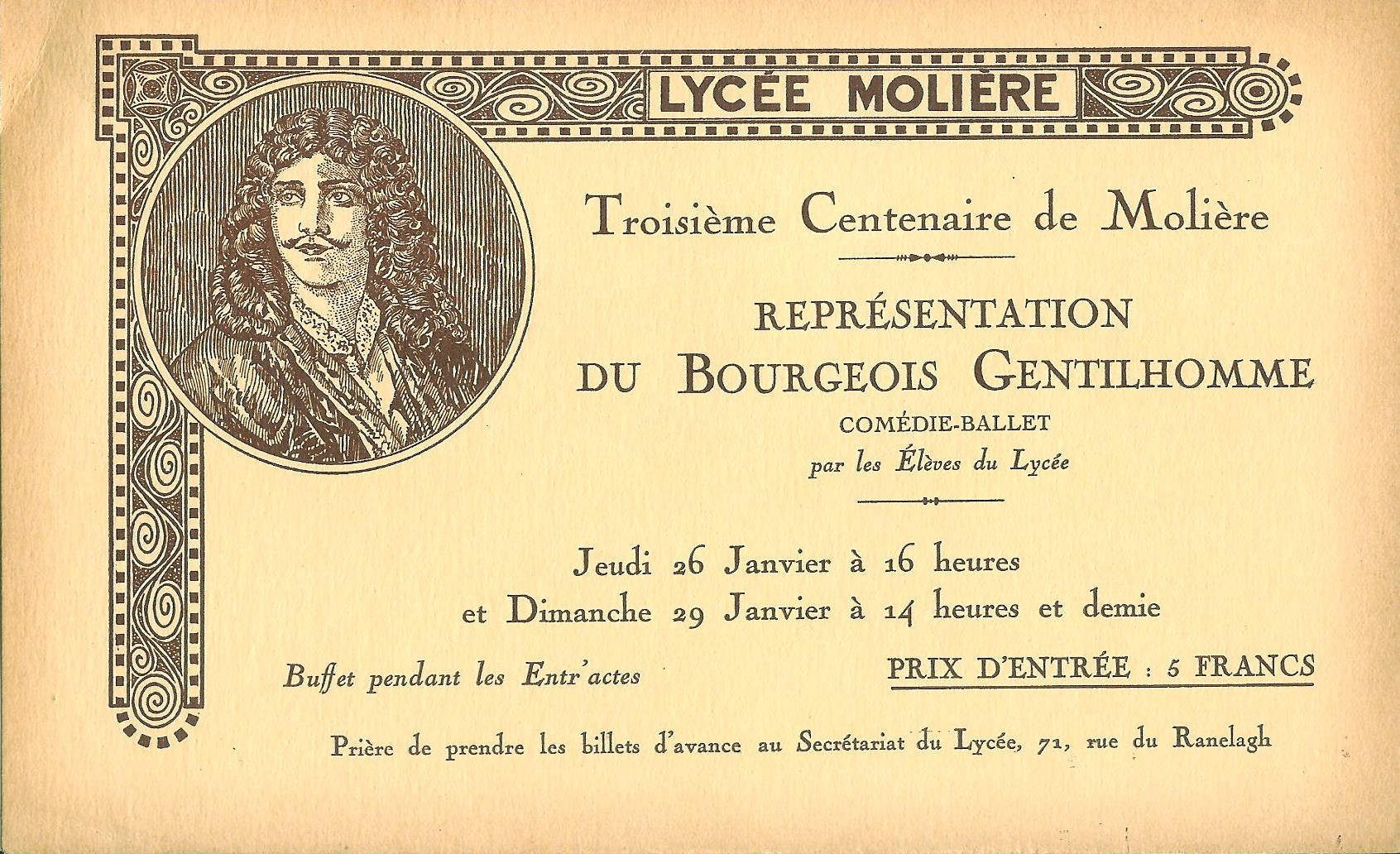
Carton d’invitation pour la célébration au lycée du tricentenaire de la naissance de Molière, en 1922.

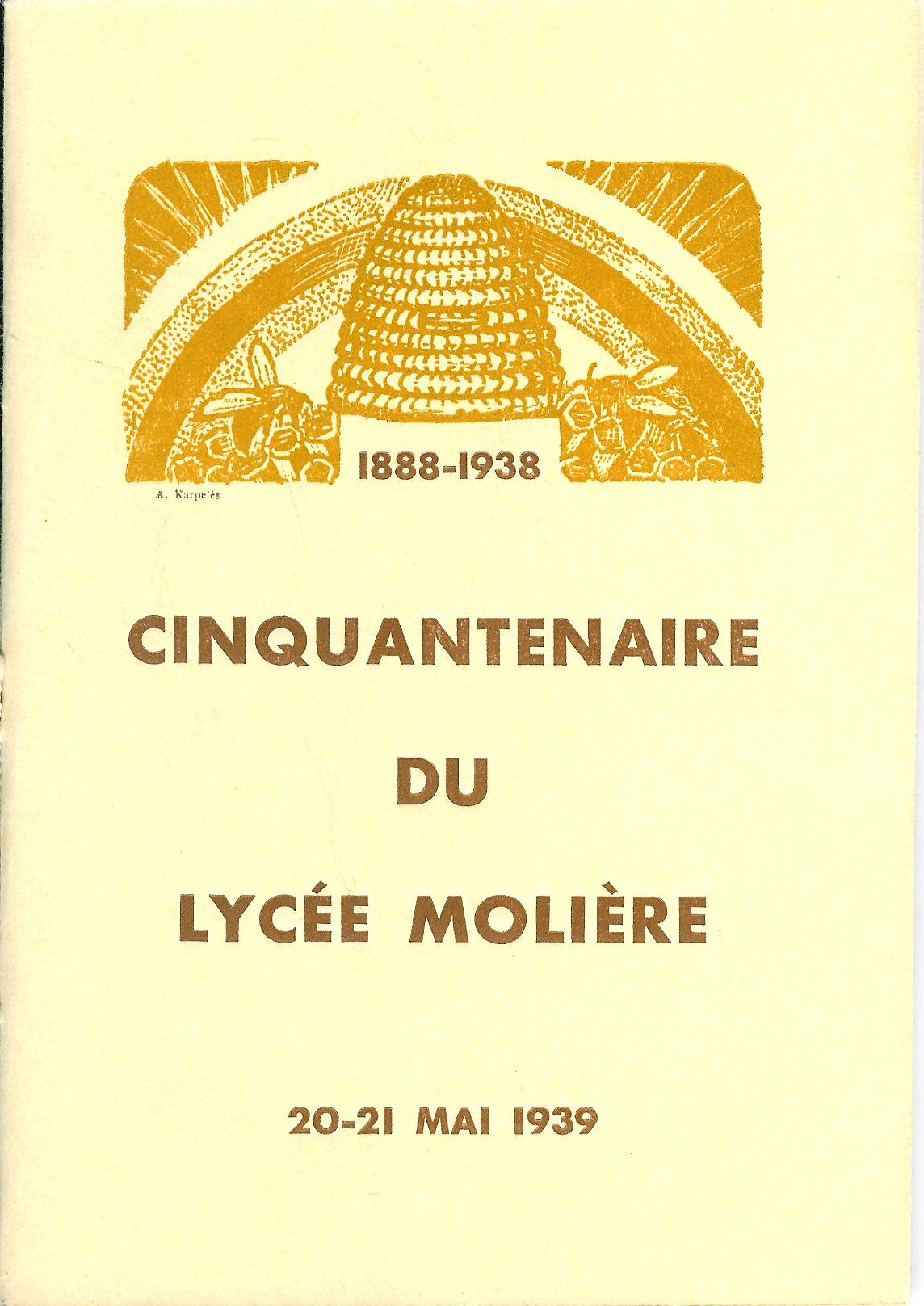
Première page du bulletin commémoratif du cinquantenaire du lycée Molière.

Les anniversaires du lycée sont dûment fêtés depuis sa fondation et ont souvent précédé des événements historiques majeurs (1913, pour les 25 ans, veille de la Première Guerre mondiale ; 1938, pour les 50 ans, veille de la Seconde Guerre mondiale et 1968, pour les 80 ans, pendant les événements de Mai). Lors du vingt-cinquième anniversaire, le 12 octobre 1913, est invité Camille Sée, le promoteur de la loi sur l’enseignement secondaire des jeunes filles ; Mlle Stoude évoque « les heures difficiles de nos débuts, quand les lycées de jeunes filles étaient tenus en suspicion par un très grand nombre de familles. Il s’agissait alors pour un personnel jeune et forcément inexpérimenté, mais rempli de zèle et de dévouement à la tâche qui lui était dévolue, de faire admettre, puis apprécier le nouvel enseignement ». Un spectacle a lieu, organisé autour d’un concert (Camille Saint-Saëns, Felix Mendelssohn, Jules Massenet), de lecture poétique, de danses et d’une scène de théâtre (Le Mariage forcé de Molière).
Le 26 janvier 1922 est organisée une fête en l’honneur du tricentenaire de la naissance de Molière ; un goûter et une représentation du Bourgeois Gentilhomme sont prévus ; Mlle Dugard, professeure de français, compose un poème pour l’événement : « Mais il est dans la ville une école attrayante/ La science y fleurit, modeste et souriante,/ Et ton nom immortel illustre le fronton » (extrait). Le spectacle est récompensé par le Premier prix de l’Académie de Paris.
Le cinquantième anniversaire, en 1938, est organisé autour d’un bal costumé ; Jean Zay, ministre de l’Éducation nationale, ainsi que Pierre Bouillet, le maire du 16e arrondissement, sont invités, de même que des anciennes élèves et une grande partie des anciennes directrices depuis Mlle Stoude : « On assista à une partie de basket et à des exercices d’éducation physique. On était loin des premiers cours de gymnastiques, donnés au lycée par des professeurs spécialisés mais obligés de conserver leurs costumes de ville… et les baleines de leur corset » ; sont également installées des expositions de dessin ainsi qu'une, dans le laboratoire de sciences physiques, sur l’état des sciences à l’époque de Molière (présentant notamment les travaux de Pascal et de Gassendi). On joue des airs musicaux issus des Fontaines de Versailles de Michel-Richard Delalande puis Le Dépit amoureux de Molière. Le soir même, à la radio, dans l’émission Les Potins de Paris, Pauline Carton, ancienne élève du lycée, vante la journée écoulée ; un banquet est organisé le lendemain.
Les festivités prévues pour le 80e anniversaire, en 1968 sont déplacées en décembre, en raison des événements de Mai ; une vente de charité est organisée, où est notamment vendue de la vaisselle avec des scènes de la comédie de Molière ou de l’histoire du lycée, que la direction avait fait fabriquer, et une professeure de lettres du lycée, Marie-Louise Rançon, écrit la première brochure sur l’histoire de l’établissement, Femmes savantes II. Le député Michel Habib-Deloncle est invité et de petits spectacles sont proposés.

## Architecture du lycée

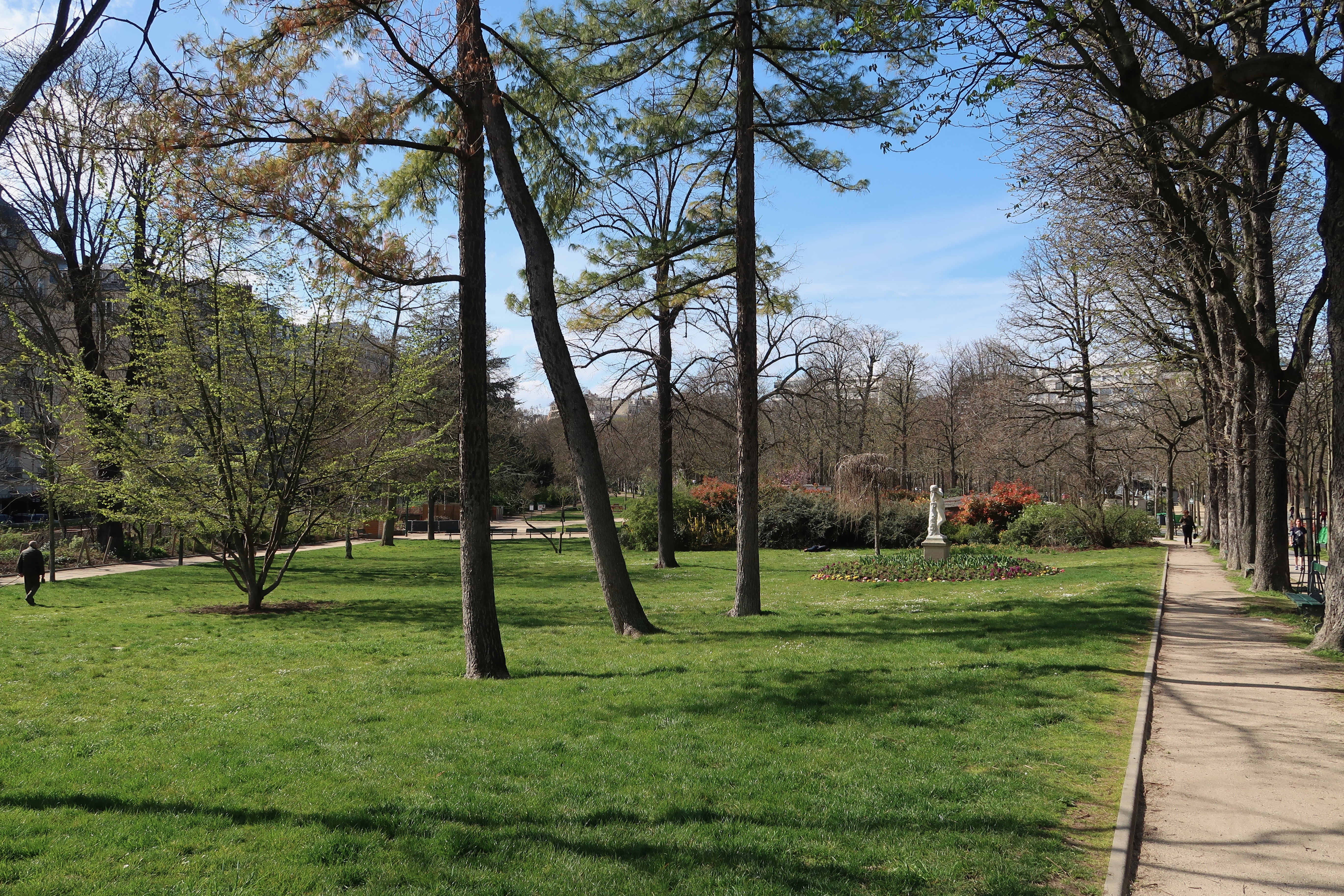
Le jardin du Ranelagh, situé à proximité du lycée.

### Situation et accès
Le lycée se situe dans le 16e arrondissement de Paris, près du jardin du Ranelagh et de la Maison de la Radio. L’entrée principale est 71, rue du Ranelagh (une grande porte d'honneur, deux portes latérales, et une autre, à l’extrémité ouest de la façade) mais il existe également une entrée annexe au 38, rue de l'Assomption. La rue Marietta-Martin (jusqu’en juin 1956 « rue de La Muette »), située non loin du lycée, rappelle le souvenir de cette ancienne élève.
Il est principalement entouré d'immeubles résidentiels et de résidences privées. Il a été construit sur les anciens jardins du château de Boulainvilliers, détruit en 1826. À l’origine, les environs du lycée étaient surtout des voies aérées bordées de parcs, jusqu’à ce que l’urbanisation de la fin du XIXe siècle et du début du XXe siècle conduise au lotissement des avenues et des rues. Derrière le lycée, jusqu’à ce qu’il soit loti en 1928, le parc de l’Assomption constituait un espace de récréation pour les élèves.
Il est desservi à proximité par la ligne 9 du métro à la station Ranelagh et par la gare de Boulainvilliers de la ligne C du RER.
Dans le 1er arrondissement de Paris, bien lointain du lycée Molière, existe une rue Molière, où se trouve un collège Jean-Baptiste-Poquelin.

### Architecture générale

Plan schématique du rez-de-chaussée du lycée Molière.
En haut : gymnase ; à gauche : le théâtre ; en bas à gauche : parloir.
Salles de cours.
Salles réservées à l'administration et à la vie scolaire. Dans le Hameau : pavillon ; dans la cour de récréation : entrées vers le réfectoire.
À gauche : bureau du proviseur ; à droite : salle des professeurs.
Escaliers.

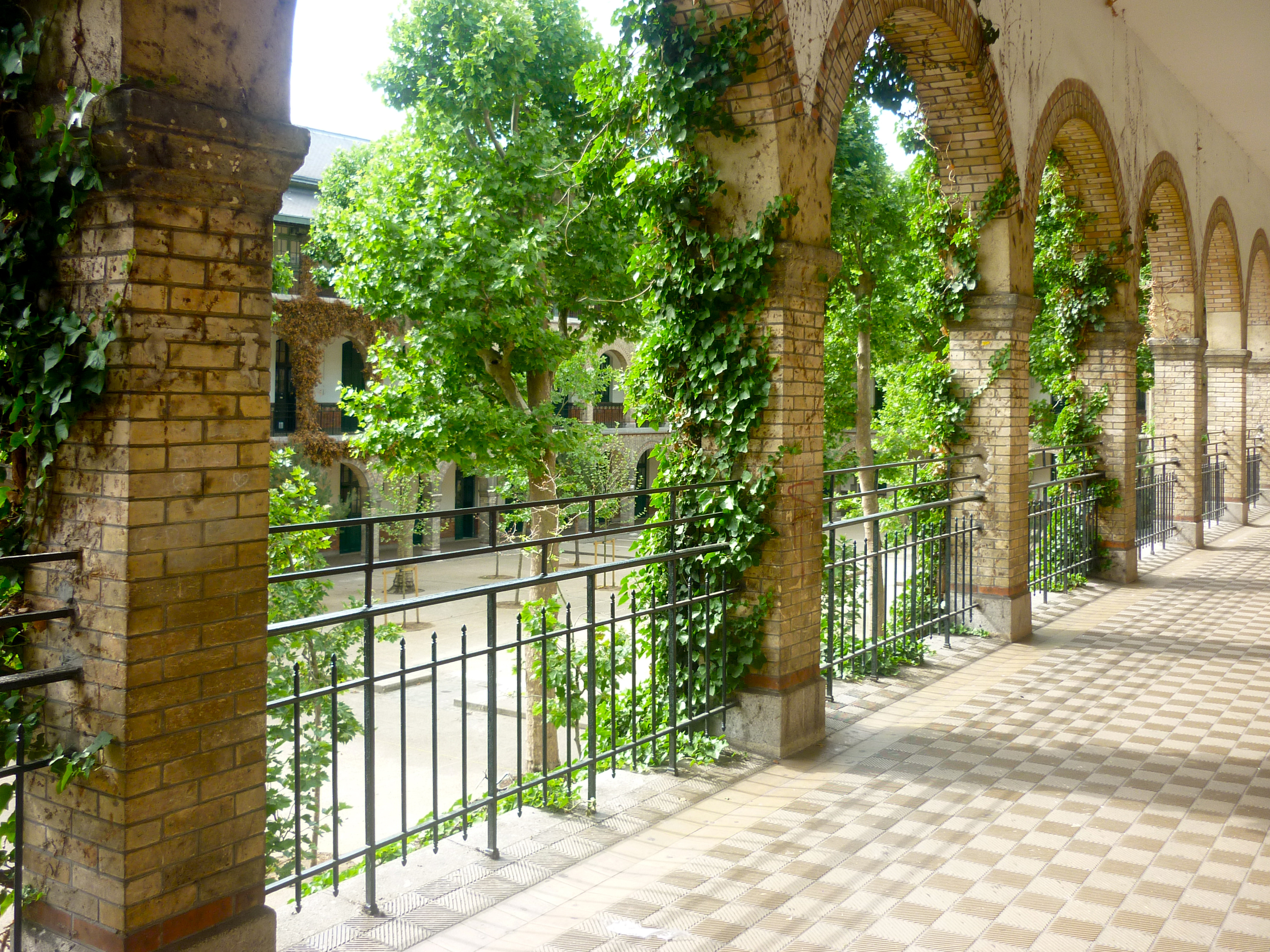
Un couloir ouvert sur la cour de récréation, orné d’arcades, au premier étage.

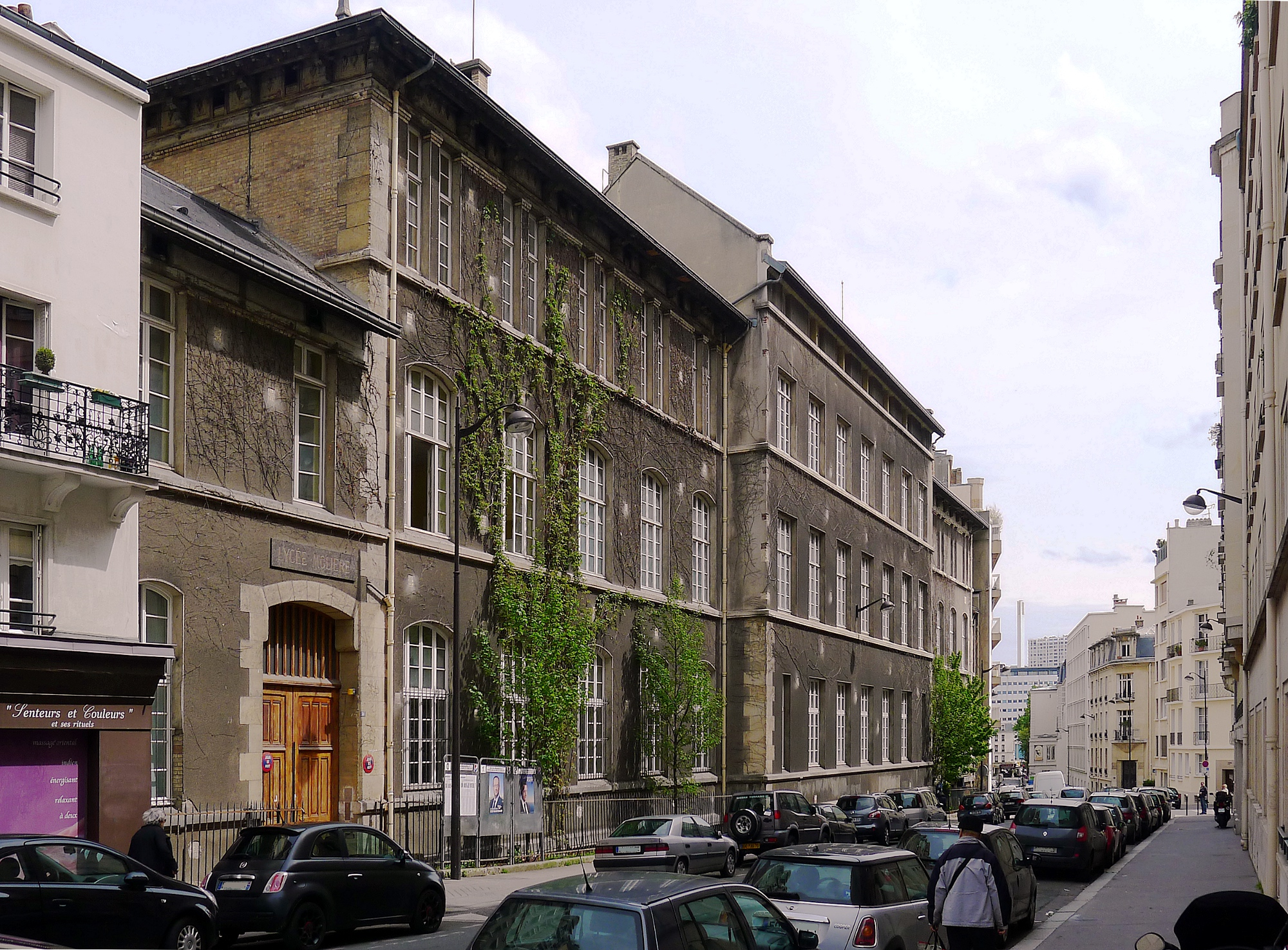
Le lycée Molière, du côté de la rue de l'Assomption.

Le lycée Molière, construit de 1886 à 1888 selon les plans de l'architecte Émile Vaudremer, est un bâtiment rectangulaire de deux étages ouvert sur une avant-cour (la cour d’honneur) et une grande cour de récréation. Les murs sont bâtis de briques roses et de pierres de taille. Le style architectural est typique des établissements scolaires des débuts de la Troisième République, que l’on retrouve au lycée Carnot (Paris) ou au lycée Georges-Clemenceau (Montpellier). Cependant, ces aménagements étaient généralement réservés aux monumentaux lycées de garçons, les lycées de jeunes filles étant des bâtiments plus modestes : cela conduit l'historien Marc Le Cœur à parler de Molière comme du plus « masculin » des lycées féminins. Quatre grands escaliers permettent d’accéder aux différents étages ; leur galerie à arcades, en « U » et bordée d’une balustrade en fer forgé, donne sur la grande cour ; les fenêtres des salles de classe donnent sur les façades extérieures du lycée. À l’origine, en 1888, le lycée ne compte qu’un seul étage ; le second est construit à la fin des années 1940.
Au rez-de-chaussée du lycée, donnant sur la cour de récréation, se trouvent les bureaux de la vie scolaire pour le collège et le lycée, un gymnase (qui donne sur la rue de l'Assomption), une salle de permanence et des salles de cours. La salle des professeurs et leur salle de détente, divers bureaux administratifs, le théâtre et la « salle des Actes » entourent la cour d’honneur. Dans les sous-sols du lycée se trouvent le réfectoire et le centre de documentation et d’information, qui offre une vue sur le « Hameau ».
- Réfectoire : au début de l’histoire du lycée, le réfectoire se trouvait à gauche de la cour d’honneur, avant de prendre la place de trois salles de cours transformées. Cette salle (la « 18 ter ») devient ensuite un espace modulable puis la bibliothèque du lycée, les élèves prenant leurs déjeuners au Foyer des lycéennes, situé à trois rues du lycée (10, rue du Docteur-Blanche) et après la guerre de 1939-1945 dans un établissement situé à Boulogne. Le nouveau réfectoire date lui du début des années 2000. Il existe dans les étages du lycée, ainsi que dans le Hameau, des appartements, qui logent une partie de la direction.
- Bibliothèque : la présence d'une bibliothèque au sein du lycée dans la première moitié du XXe est fluctuante : ouverte quelques samedis par mois selon les disponibilités d’une ancienne élève bénévole, elle s’enrichit seulement de dons[99]. Après la Seconde Guerre mondiale, une bibliothèque est aménagée dans une ancienne salle de couture des étages[100]. Elle se trouvait depuis les années 1970 à la place de l’ancien réfectoire et de l’actuelle salle d’examen (la « 18 ter ») et porte un temps le nom de « L’Heure joyeuse » ; elle possède alors 12 000 ouvrages[101]. Elle a depuis été déplacée dans un étage inférieur au rez-de chaussée, en rez-de-jardin sur le Hameau, renommé « CDI Jacqueline-de-Romilly » (centre de documentation et d’information) ; l’helléniste, ancienne élève sous le nom de Jacqueline David, était venue inaugurer le 30 janvier 1993, en présence du maire de l’arrondissement, Pierre-Christian Taittinger[102] et avait fait don d'un grand nombre d'ouvrages de sa bibliothèque personnelle[103].
- La « salle des Actes » : ancien parloir, c'est de nos jours la salle d’honneur du lycée : s'y trouvent une grande cheminée ornée d’un fronton sculpté représentant Molière et ses dates de naissance et de décès, des pianos, une collection de livres anciens et deux bustes de comédiens. Des expositions y sont organisées et les conseils de classe y ont lieu.
- Le Hameau : il s'agit d’une parcelle de jardin et d’un pavillon, qui faisaient autrefois partie (d'où leur nom) de la résidence du « Hameau de Boulainvillier »[13]. L’endroit est acheté en deux temps, en 1954 et 1962, et accueille un temps des cours dans des préfabriqués.
- Le théâtre : il est situé dans l’ancienne salle de couture[104]. Il existait, à l’origine, un petit théâtre dans la salle des fêtes, devenue depuis la salle « 18 ter ». Le théâtre est rénové au cours de l'été 2012[105].

#### Cours et jardins
La cour d’honneur (auparavant « cour de la directrice ») est un petit jardin organisé autour d'une petite fontaine centrale ; il est orné à l’origine par des rosiers et quatre peupliers d’Italie ; des ginkgo biloba ont été plantés depuis ; elle est interdite aux élèves. Elle est séparée de la cour de récréation par des portes vitrées encadrées par deux pavillons, dont l'un (à l'est) abrite le bureau du proviseur. La cour de récréation garde le souvenir d’une triple démarcation, quand les élèves de chaque niveau jouaient (les plus petites près de la cour d’honneur, les plus grandes près de la salle de gymnastique) chacun dans une parcelle délimitée : il existait auparavant des arbustes pour séparer ces trois parties qui, depuis la fin du XXe siècle, ne sont visibles qu'à travers un léger rehaussement. La cour compte à l'origine 40 platanes, dont certains ont été replantés depuis, ou remplacés par d'autres arbres. On trouve aussi dans la cour quatre anciennes bornes-fontaines, qui rappellent le temps où les sources aquifères de Passy étaient exploitées.
Le « Hameau », situé sur la partie est du lycée, est une parcelle que le lycée achète en deux temps, en 1954 et 1962. On y trouve un pavillon entouré d'un petit parc et d'un terrain de sport. Il faisait autrefois partie (d'où son nom) de la résidence du « Hameau de Boulainvillier », située sur le même pâté de maisons.

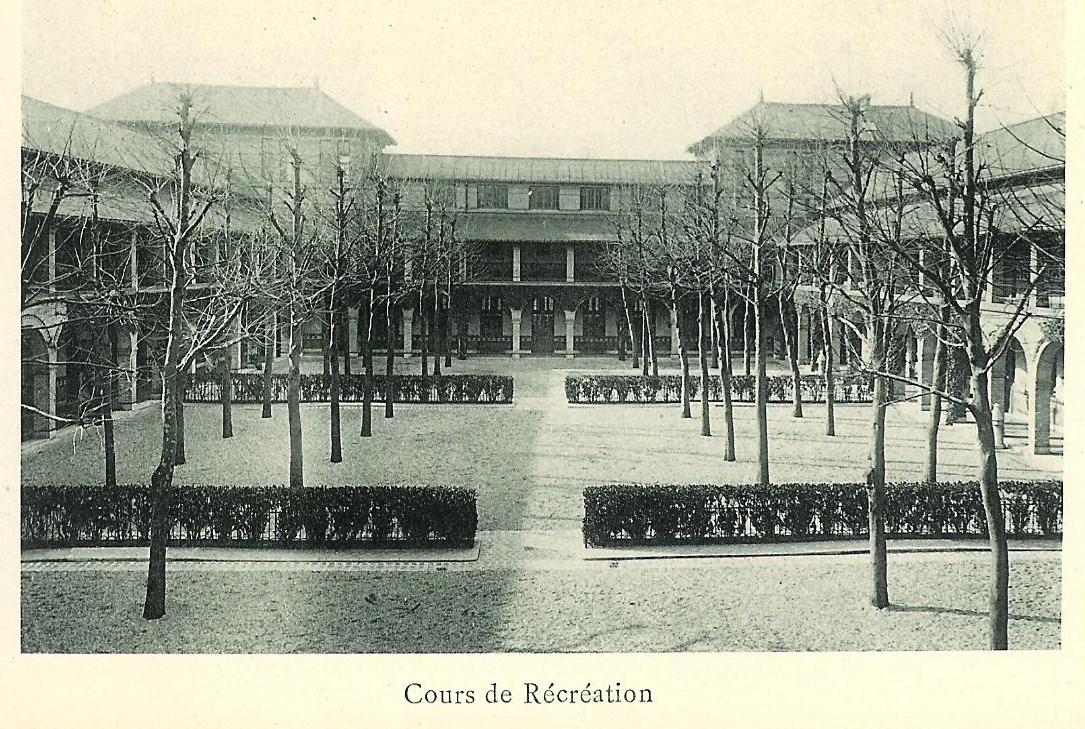
La cour de récréation, à la fin du XIXe siècle.
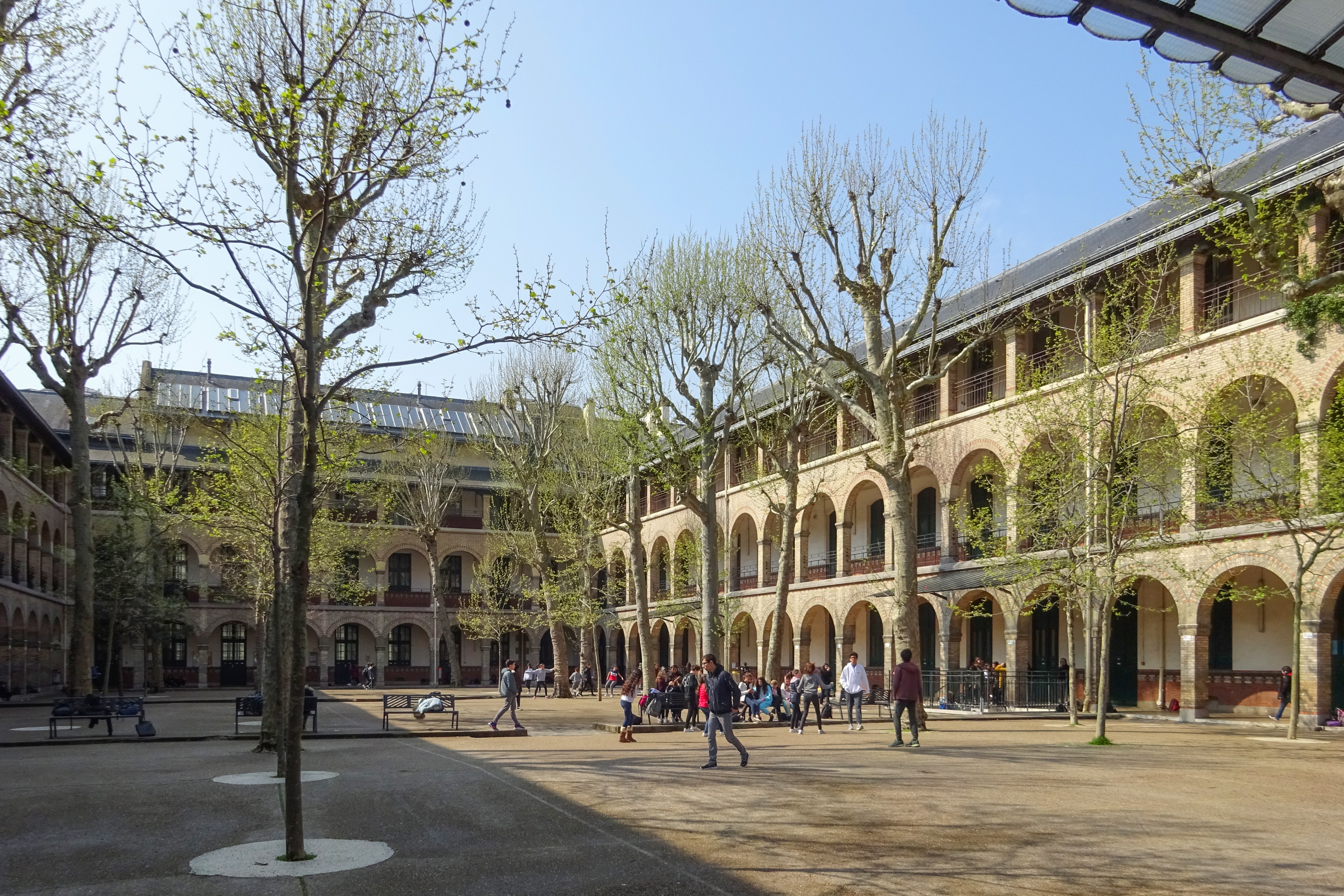
La cour de récréation, à la fin des années 2010.
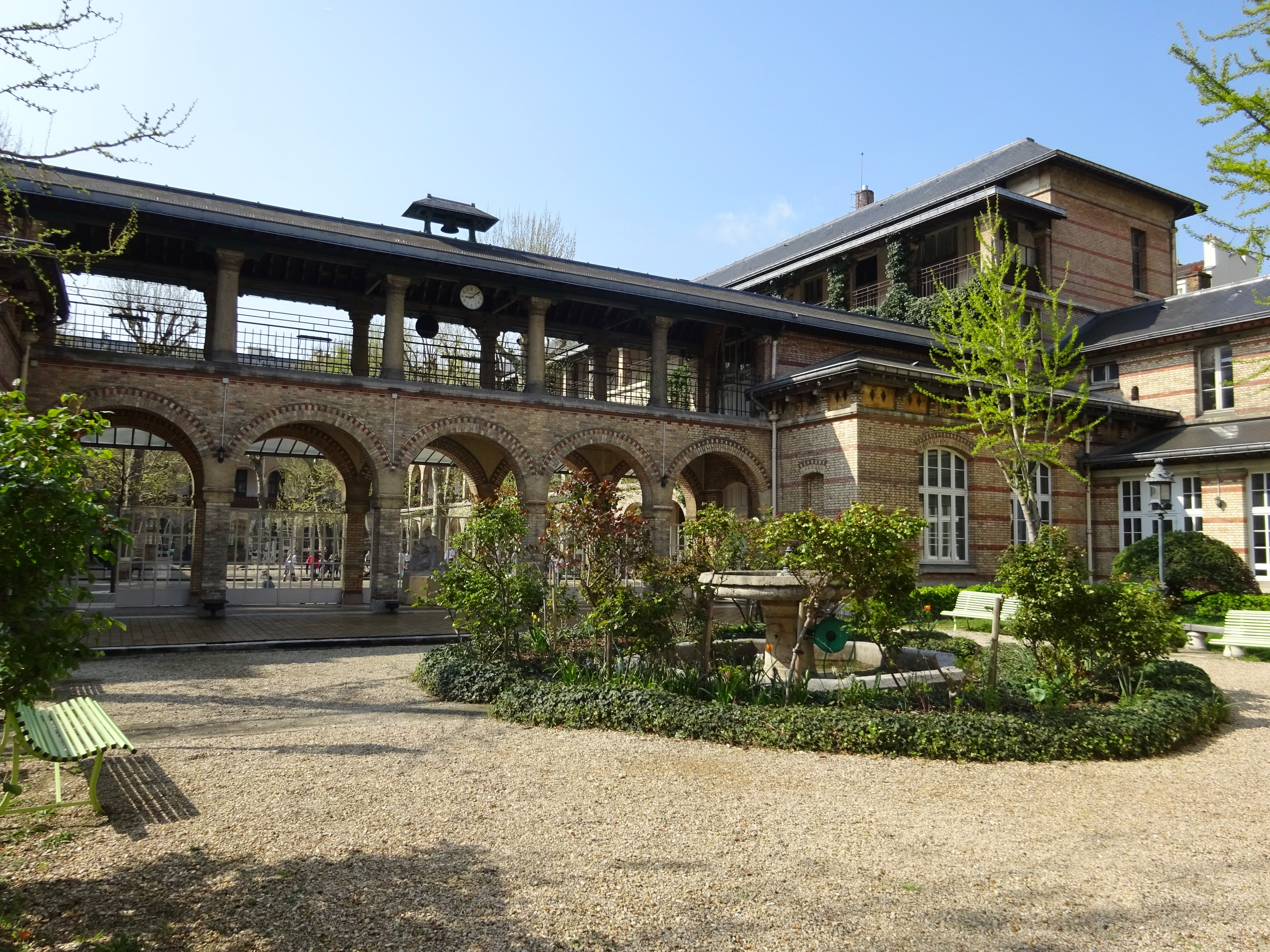
La cour d’honneur, à la fin des années 2010.
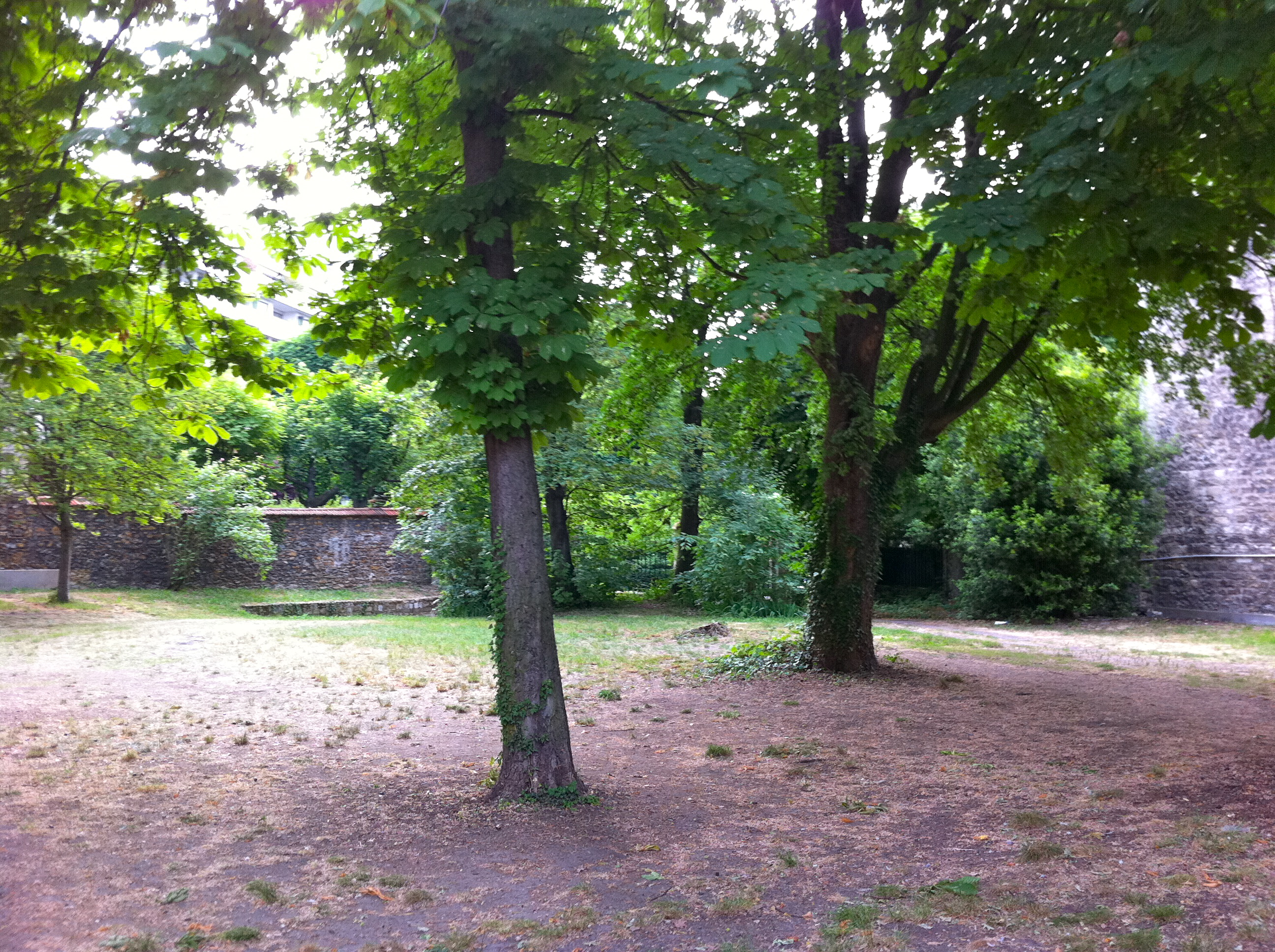
Espace de verdure dans le Hameau.

### Éléments architecturaux notables
- Un buste de Molière, offert par des anciennes élèves en 1904, orne le grand hall. Il se trouvait auparavant dans le théâtre du lycée[106] et dans la « salle des anciennes élèves » (copie d'un buste original sculpté par Jean-Antoine Houdon se trouvant à la Comédie-Française).
- Une cheminée ouvragée trône dans la salle des Actes (ancien parloir). Elle est signée « Maniglier 1889 ».
- Des fresques ornent la salle de détente des professeurs, attenante à leur salle de travail. Elle a été créée en 1967[107].
- Une plaque en marbre apposée en 1947 sur laquelle sont gravés les noms d’élèves déportées ou tuées pendant la Seconde Guerre mondiale (juives, résistantes, mortes au combat) est accrochée sur un mur d’un couloir près du hall, portant l’inscription : « À la mémoire des anciennes élèves du lycée Molière mortes pour la France, 1939-1945 ». Une seconde plaque, plus petite et noire, a été apposée presque en face de la précédente en 2007 et renseigne spécifiquement le nom des enfants juifs déportés. Une plaque se trouve également à l’extérieur, à gauche de l’entrée du lycée.
- Dans la cour d’honneur se trouve une statue, La leçon d’histoire naturelle, sculptée par une professeure du lycée, Blanche Moria[108], qui obtient en 1924 la médaille d’argent au Salon des artistes. Elle se trouvait auparavant dans le hall du lycée.
- Dans la cour de récréation sont présentes trois anciennes bornes-fontaines, témoignant de l’utilisation des sources d’eau lors de la création du lycée.

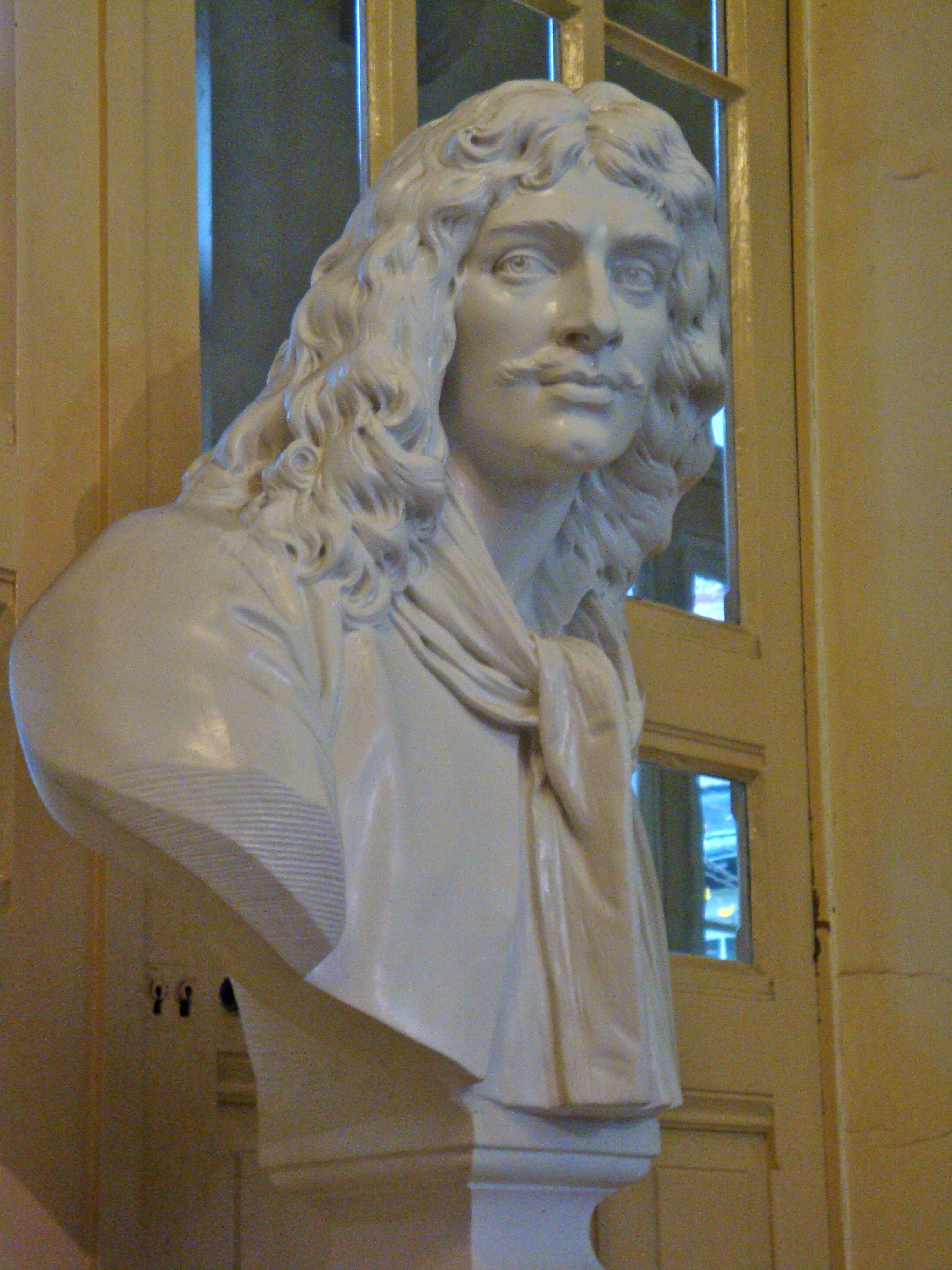
Le buste de Molière, situé dans le hall.
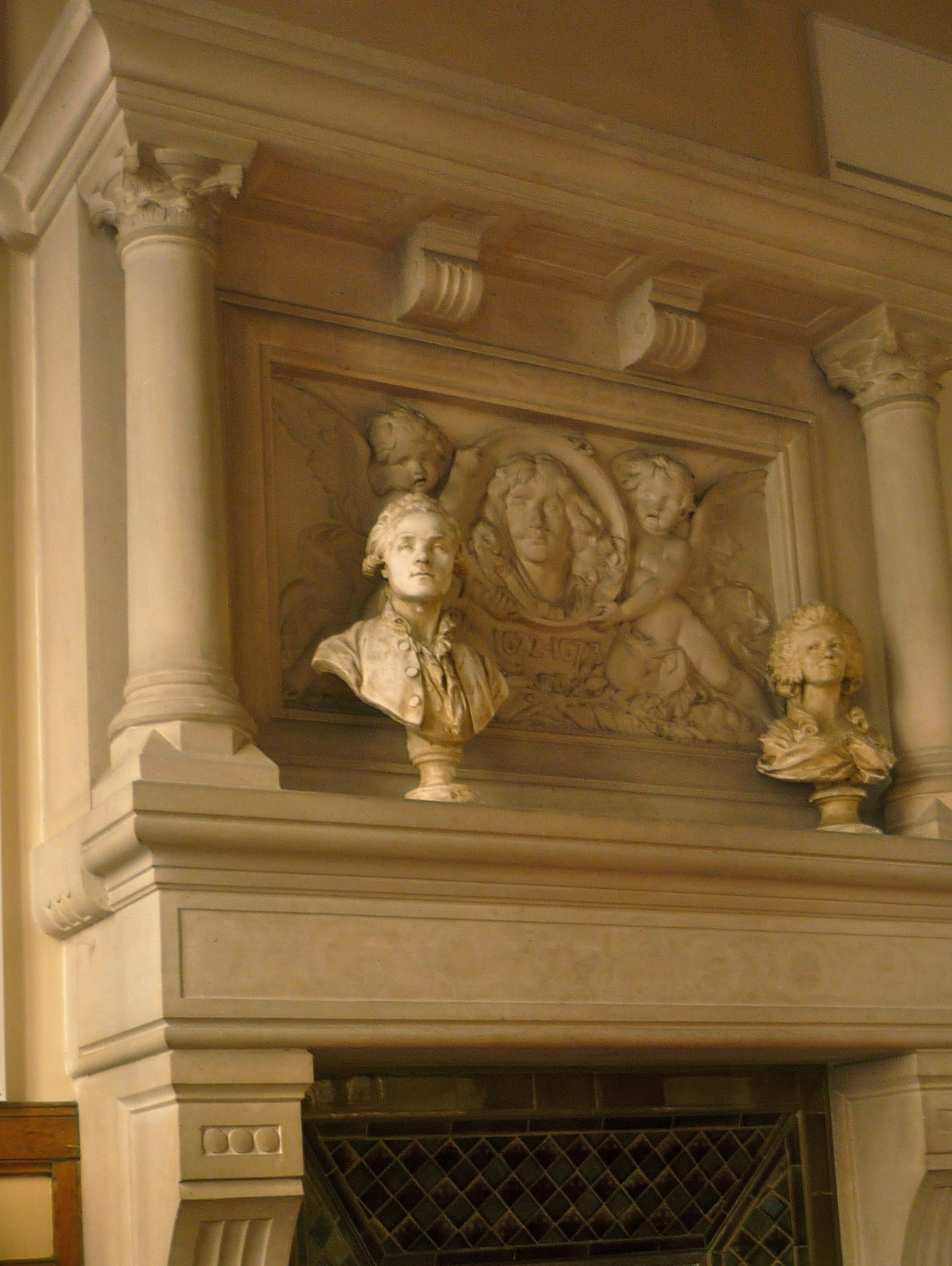
Détails de la cheminée ouvragée trônant dans la salle des Actes.
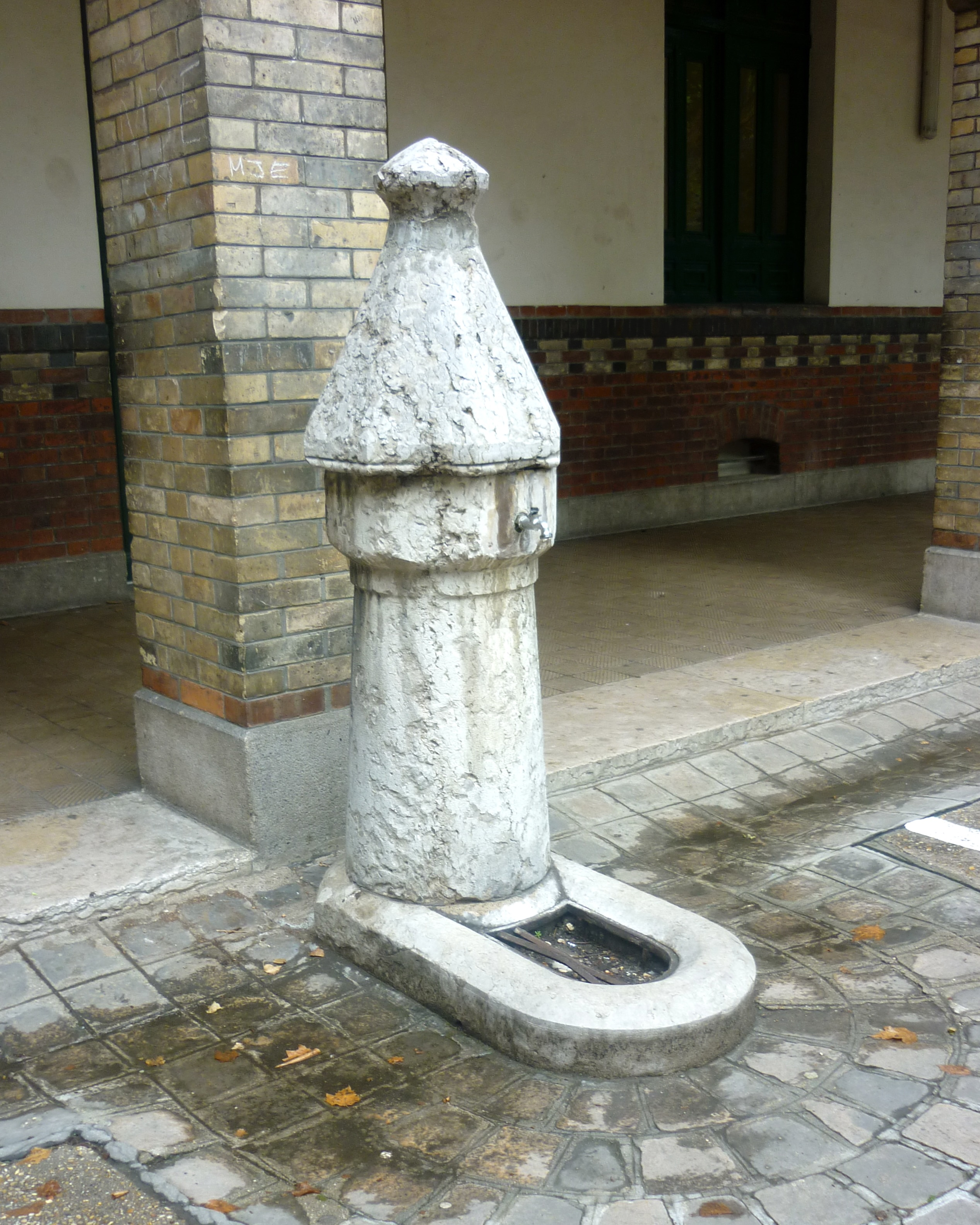
Une des trois anciennes bornes-fontaines située dans la cour de récréation.
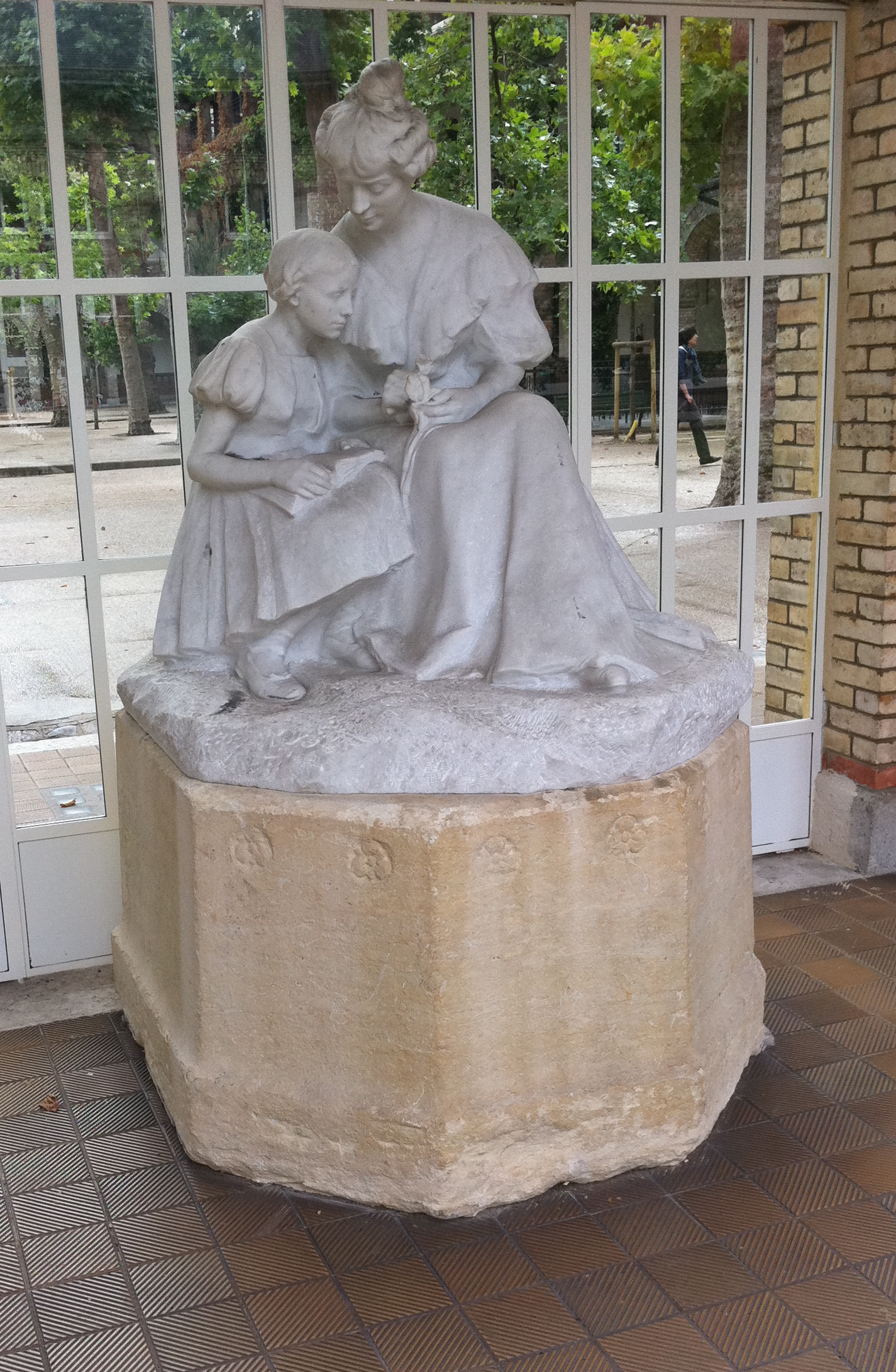
La statue La leçon d’histoire naturelle par Blanche Moria, dans la cour d’honneur.

## Direction du lycée
Le lycée était à l’origine dirigé par une directrice ; elle était secondée par une censeure et une surveillante générale. Depuis les réformes de l’éducation nationale des années 1970 et 1980, la cité scolaire est dirigée par un proviseur, secondé par un proviseur-adjoint sur le lycée et un principal adjoint pour le collège ; quatre conseillers principaux d'éducation s'occupent de la vie scolaire.

## Enseignements dispensés

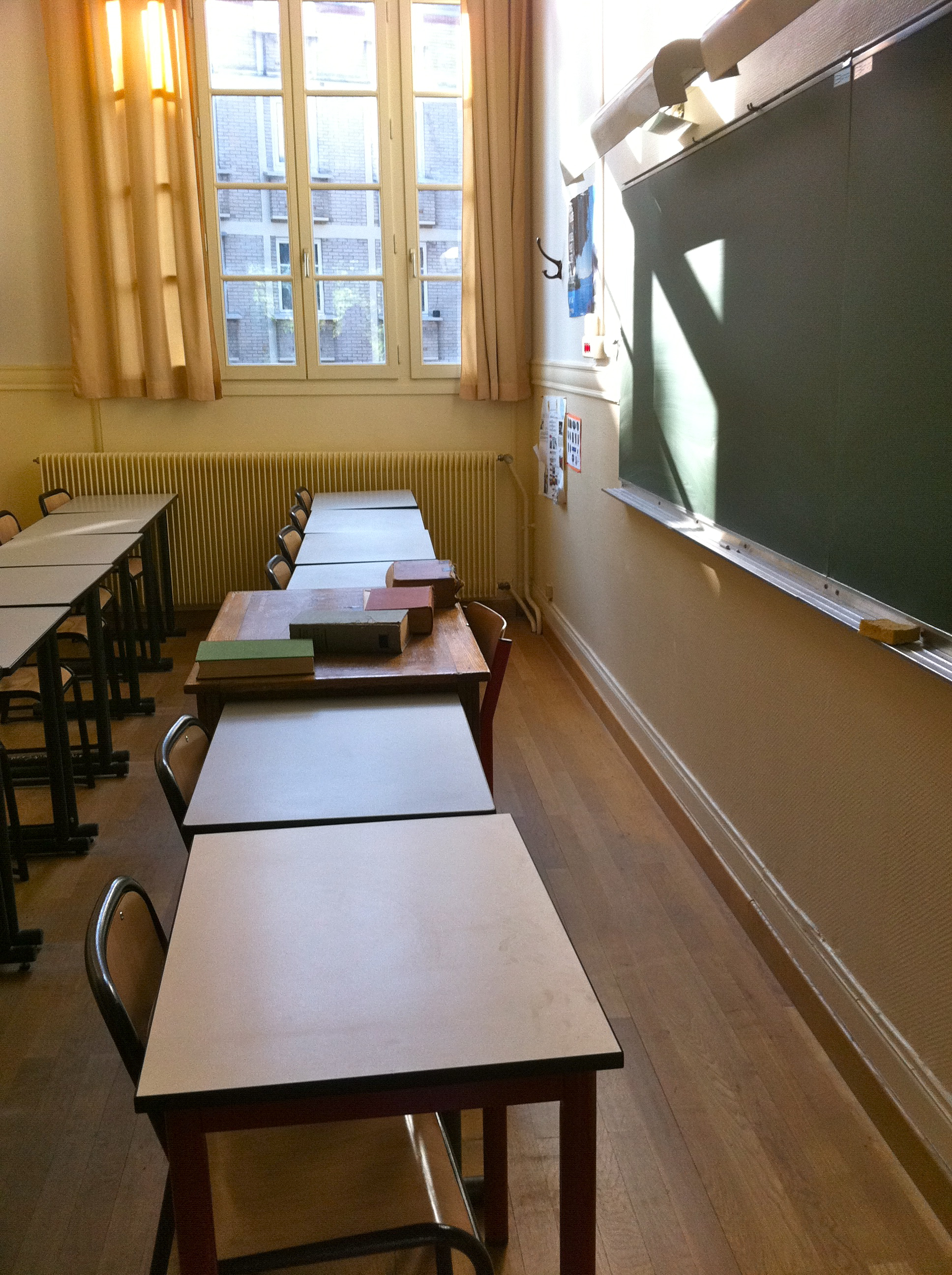
Une salle de classe du lycée.

Le nom actuel officiel du lycée Molière est « cité scolaire Molière », puisqu'il regroupe, dans la même structure, un collège (géré par le département de Paris), un lycée (géré par la région Île-de-France), ainsi que des classes préparatoires (khâgne et hypokhâgne).

### Collège
Les matières enseignées au collège sont les mathématiques, le français, l’histoire-géographie, les SVT, la physique-chimie, la technologie, l’EPS, la musique et les arts plastiques. Parmi les deux langues (LV1 et LV2) à choisir sont proposées l’anglais, l’espagnol, l’allemand, l’italien et le portugais. Le latin à partir de la classe de 5e et le grec en classe de 3e sont également proposés aux élèves du collège.

### Lycée
Les matières enseignées au lycée sont les mathématiques, le français, l’histoire-géographie, les SVT, la physique-chimie, la philosophie, l’EPS et, selon les filières, les sciences économiques et sociales et la littérature. Parmi les deux langues (LV1 et LV2) à choisir sont proposées l’anglais, l’allemand, l’espagnol, l’italien, le portugais ; le persan n’est plus enseigné. Les élèves de seconde peuvent choisir comme option les MPI (Mesures physiques et informatiques) ou les SES (sciences économiques et sociales). Il est possible de présenter les options arts plastiques, théâtre, grec ancien ou latin au baccalauréat.
Le lycée compte les filières scientifiques, économiques et sociales et littéraires. Une classe bilingue anglais est créée en 1974. À partir des années 1990, on parle désormais de section européenne anglaise, à laquelle s’ajoutent trois sections similaires en allemand, espagnol et portugais. Une salle de langues équipée en matériel permet ces cours, dont une partie sont des matières classiques, enseignées en langue étrangère (une DNL, ou « discipline non linguistique », les sciences physiques pour les élèves de seconde par exemple, pour les élèves en section européenne anglaise). Le lycée effectue des échanges réguliers avec des lycées étrangers, notamment dans le passé ceux de Sutton (Londres), Cassel (Allemagne) San Francisco (États-Unis) et Prague (République tchèque), ainsi que des voyages scolaires linguistiques et/ou culturels (par exemple, en 2007, en Grèce, en Tunisie, en Espagne et en Allemagne).

#### Classement du lycée
En 2018, lycée se classe 87e sur 108 au niveau départemental quant à la qualité d'enseignement, et 1443e sur 2277 au niveau national selon le magazine L'Express.

### Classes préparatoires aux grandes écoles
Les classes préparatoires aux grandes écoles (CPGE) sont créées en 1914, lorsque des élèves de terminale demandent à leurs professeurs de leur assurer encore des années de cours. Elles ne portent alors pas le nom de classes préparatoires, et il faut attendre les années 1920 pour que leur fonctionnement s’aligne sur les classes de garçons.
Les matières enseignées en classes préparatoires littéraires divergent selon les années. En première année (hypokhâgne) sont dispensés des cours de philosophie, de français, d’histoire, de géographie, de langue ancienne (grec ancien ou latin) et de culture antique. Il est possible d’étudier une ou deux langues en fonction de ses options, parmi l’anglais, l’allemand, l'espagnol et le portugais. Il existe une option théâtre. En seconde année (khâgne), les cours dispensés visent à préparer l’ENS rue d’Ulm ; les options de concours proposées sont les lettres classiques, les lettres modernes, la philosophie, l’anglais, le portugais et le théâtre.
Les élèves peuvent également préparer des concours « à dominante littéraire : École des chartes, École normale supérieure de Lyon, Institut d'études politiques, écoles de commerce, écoles de journalisme, école du patrimoine, CELSA, etc. ». Au début de la première année de CPGE, en parallèle de leur inscription au lycée, les élèves doivent également s'inscrire à une université avec laquelle l'établissement a passé une convention ; les élèves sont donc, dans les faits, également élèves dans leur université de référence, dans une matière qu'ils auront choisie (anglais, allemand, histoire et lettres principalement). À la fin de l'année scolaire, lors du conseil de classe, les professeurs décident, au nom de l'université, d'accorder ou non aux élèves les 60 crédits universitaires (ECTS) correspondant à une première ou une deuxième année de licence. En fin de première année, les élèves peuvent alors, s’ils le souhaitent (ou si le conseil de classe ne les autorise pas à accéder en khâgne), poursuivre le cursus directement en deuxième année universitaire dans leur université de référence, ou dans une autre s'ils en font la demande. Plusieurs fois dans l’année, des conférences thématiques sont proposées.

#### Classements des CPGE
Le classement national des classes préparatoires aux grandes écoles (CPGE) se fait en fonction du taux d'admission des élèves dans les grandes écoles.
En 2015, L'Étudiant donnait le classement suivant pour les concours de 2014 :
| Filière | Élèves admis dans une grande école* | Taux d'admission* | Taux moyen sur 5 ans | Classement national | Évolution sur un an |
| --- | ----------------------------------- | ----------------- | -------------------- | ------------------- | ------------------- |
| Khâgne A/L | 3 / 44 élèves                       | 7 %               | 11,4 %               | 11e sur 41          | =                   |
| Source : Classement 2018 des prépas - L'Étudiant (concours de 2017). * le taux d'admission dépend des grandes écoles retenues par l'étude. En khâgne, ce sont 5 écoles de commerce (HEC, ESSEC, ESCP Europe, EM Lyon, EDHEC), l'ENSAE, l'ENC et 3 ENS qui ont été retenus par L'Étudiant. |                                     |                   |                      |                     |                     |

### Tradition théâtrale
Le lycée assure des cours de théâtre aux élèves qui le souhaitent, en tant qu’option « théâtre et expression dramatique », depuis sa création en 1983 ; le nombre d’heures dévolues à cette option augmente en 1987. Un partenariat avec le théâtre de la Ville est mené (auparavant avec le théâtre de Chaillot). Plusieurs comédiennes (Marion Cotillard, Charlotte Gainsbourg, etc.), sont ainsi issues de la section théâtre du lycée Molière. Cette tradition est ancienne puisque déjà, depuis la fondation du lycée jusqu’aux années 1980, des pièces de théâtre étaient montées lors de festivités organisées par le lycée (voir supra).
C’est après les événements de mai 1968, que Madeleine Bertrand, professeure de lettres, pousse le lycée Molière à s’ouvrir au théâtre en élargissant les cours normalement dévolus à la langue française puis en ouvrant un « club théâtre », successivement dirigé par Agnès Junger, Régine Keller en 1974, puis Yves Steinmetz. Parallèlement, la direction du lycée soutient ces initiatives, aidant à la confection de costumes et de décors ; les journaux L’Éducation ou Le Monde saluent avec enthousiasme ces actions, notant que le lycée est « un exemple pour l’enseignement du théâtre à l’école ». Sont ainsi joués en tant que spectacles de fin d’année : On ne badine pas avec l’amour d’Alfred de Musset en 1980, George Dandin de Molière en 1983, Roméo et Juliette de William Shakespeare en 1987, Un chapeau de paille d’Italie d’Eugène Labiche en 2006 ou Les Caprices de Marianne d’Alfred de Musset en 2011. Antoine Vitez était un parrain de cette section théâtre. Le 19 décembre 2011, une quarantaine d'élèves du lycées Molière et Abbé-Grégoire (également à Paris) jouent Roméo et Juliette au théâtre de l'Odéon, « sous la houlette d'Alain Sachs ».

## Organisations

### L’Association amicale des anciens et anciennes élèves

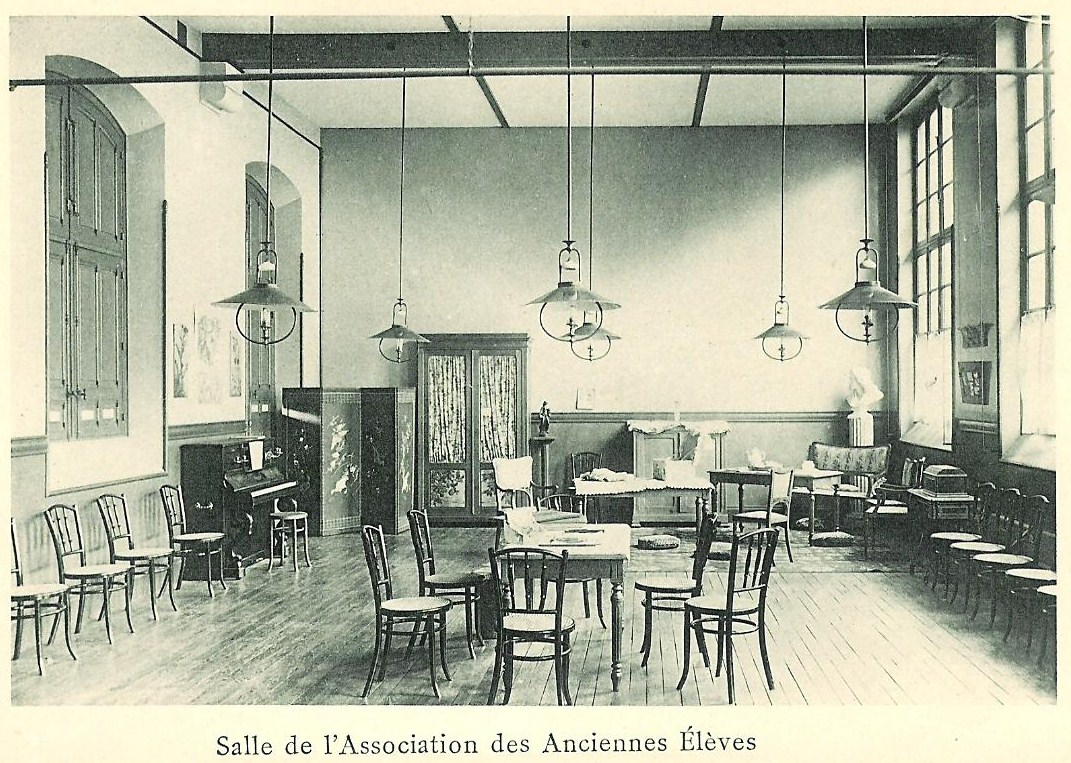
La salle de l’Association des anciennes élèves du lycée, à la fin du XIXe siècle. Au fond à droite, le buste de Molière, qui se trouve désormais le hall.

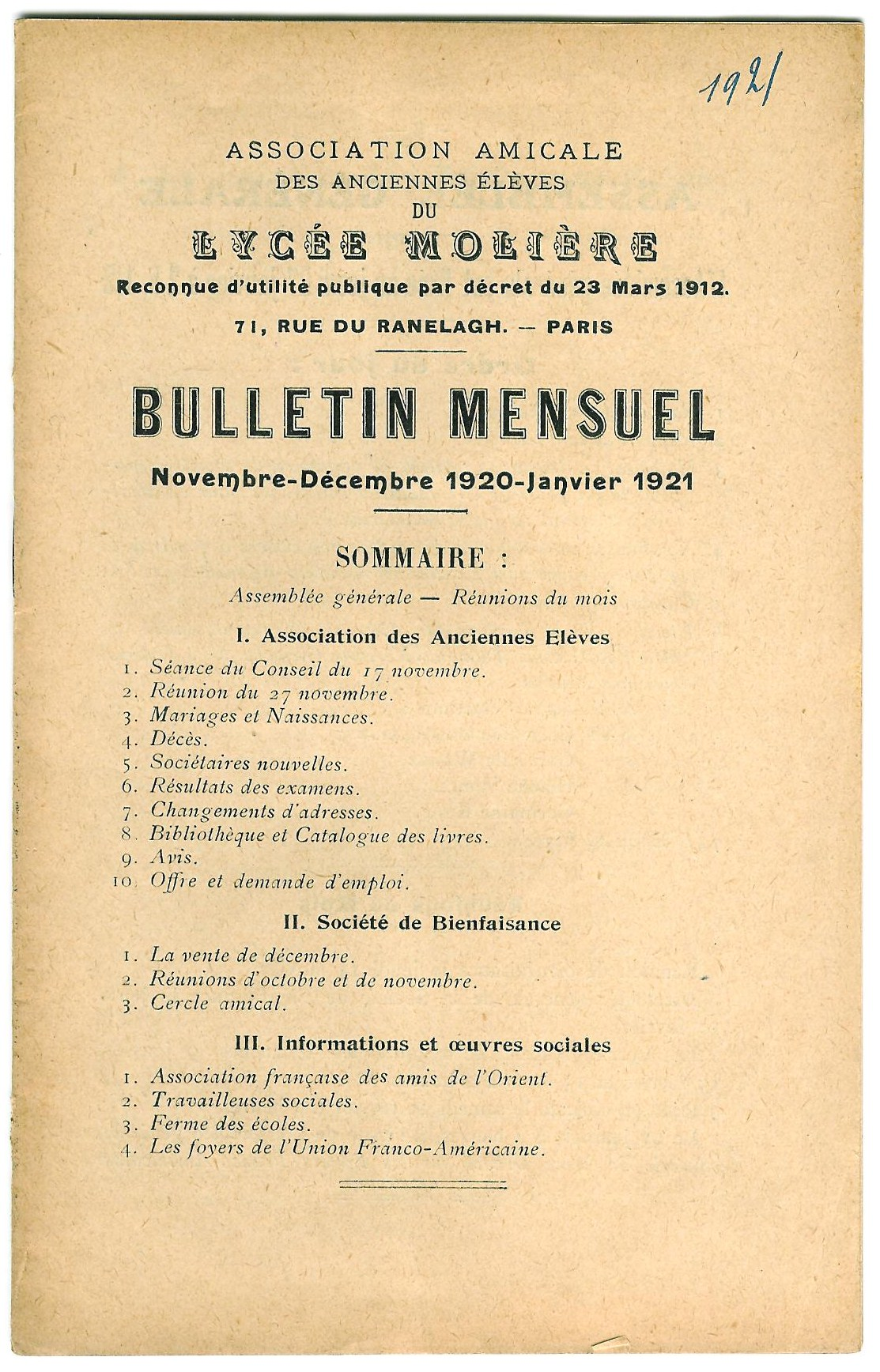
Première page du bulletin de l’Association amicale des anciennes élèves de novembre-décembre 1920 et janvier 1921.

L’Association des anciennes élèves, à laquelle s’ajoute « anciens » dans les années 1980 (bien que l’instauration de la mixité a lieu en 1973), est fondée en 1899 par Mlle Stoude, la directrice du lycée. Elle obéit à la loi de 1901 sur les associations et est reconnue, par décret du 23 mars 1912, d’utilité publique ; elle est également agréée comme œuvre de bienfaisance par décision du Conseil supérieur de l’assistance publique, le 20 novembre 1927. La première présidente est Andrée Belin (épouse Delzant) ; parmi ses successeurs, on compte Andrée Karpèles de 1912 à 1917, Renée Bergman jusque 1920, Hélène Mathieu-Weil, Berthe Milliard, une agrégée d’histoire (qui participe à la création de l’Union des associations des anciennes élèves des lycées et collèges), Madeleine Plicque (ancienne directrice) puis Mlle Valério jusqu’à la Seconde Guerre mondiale. La guerre laisse momentanément l’association en veille, hormis quelques réunions ; Marguerite-Marie Chalufour, présidente de 1946 à 1969, s'attelle à inaugurer la plaque mémorielle en 1947, à créer un annuaire général des anciennes élèves en 1951 (le précédent datait de 1938) et à éditer de nouveaux statuts pour l’association en 1962. Les statuts sont une nouvelle fois modifiés en 1982 et 1983, l’Association prenant alors le nom d’« Association amicale des anciens et anciennes élèves du lycée Molière ». Les présidentes de l’association sont ensuite Paule Duret (professeure de mathématiques), Christiane Pibouin à partir du début des années 1990, et, depuis 2001, Anne-Marie Poutiers (professeure de SVT). L’association a pour but « d’établir des relations amicales entre tous ses membres. Elle donne un appui moral et des secours matériels à ses membres ou à leur famille qui se trouveraient dans le besoin. Elle participe à l’activité scolaire par des bourses, des prix et peut accorder des allocations aux élèves, dans la limite de 1/10e des ressources annuelles. L'Association est administrée par un Conseil de quinze membres, renouvelables par tiers tous les ans, dont sept siègent au Bureau du Conseil » ; une cotisation est demandée. Elle est depuis 1902 membre de l’Union féminine des anciennes élèves, devenue par la suite Union des associations d’anciens et anciennes élèves des lycées et collèges français.
À sa création, l’association dispose d’une salle pour organiser ses réunions et y ranger son matériel (notamment une bibliothèque de 661 livres). Par la suite, parce que le nombre d’élève augmente rapidement et qu’il se trouve ne pas y avoir assez de salles de cours pour les accueillir, la pièce dévolue à l’association est transformée en classe normale. L’association se réunit dès lors dans la salle des fêtes du lycée. Depuis la fin du XXe siècle, elle ne dispose plus que de trois armoires nichées dans un couloir.
Deux circulaires (de 1894 et de 1896) encouragent la création de ce genre d’associations, dans la mesure où elles investissent un champ social dans le domaine scolaire, notamment en distribuant des bourses aux élèves en difficulté ou des prix à des élèves méritantes. L’association en effet des bonnes œuvres menées au lycée (notamment pour la protection des enfants de la tuberculose, l’organisation de vacances pour les jeunes du quartier, l’aide aux aveugles — en 1919 est installée une imprimerie braille, qui aide à l’impression de livres spécifiques — et, pendant la Première Guerre mondiale, aux victimes de guerre), prête des livres, donne des conseils d’orientation et organise des conférences (par exemple, le 14 avril 1902 « Le Japon moderne »). En marge de l’association est aussi créée par plusieurs membres une Société de bienfaisance.
En 1904, des membres de l’association offrent le buste de Molière, qui se trouve maintenant dans le hall d'entrée du lycée. En 1905 sont créés successivement l’« English club » et le « Deutscher Verein », des groupes de discussions en langues étrangères (anglais et allemand). Pendant la Première Guerre mondiale, l’association aide au placement d’orphelines de guerre. Elle participe aussi à la création d’une « Maison des lycéennes », 5, rue Amyot, qui est dotée de 60 chambres. La Seconde Guerre mondiale et le changement des mentalités a vu disparaître l’engagement social de l’association dans la vie caritative du quartier. Elle se tourne davantage vers l’organisation de la commémoration annuelle en l’honneur des élèves déportées et tuées pendant la guerre,, l'octroi de bourses et de prix (on compte huit prix jusqu’en 1968 et environ trois au XXIe siècle), la réunion d’anciens élèves du lycée et de l’édition du bulletin annuel. Ce dernier, au départ mensuel, puis semestriel, puis annuel, rend compte de l’assemblée générale de l’année précédente ; on peut également y lire un carnet de naissances et de décès, les succès des élèves à divers examens et concours, les publications d’anciens élèves et certains souvenirs ou récits de voyages.

### Aumônerie catholique
La stricte application de la laïcité à l’école empêche au début du XXe siècle la constitution d’une véritable aumônerie au sein du lycée, bien que trois confessions voient leur culte représenté lors de certains temps libres (catholique, protestant et israélite). Mlle Stoude dispense néanmoins des leçons de catéchisme aux élèves catholiques pratiquantes, certaines élèves sont parées de leur robe blanche le jour de leur première communion, et les élèves scoutes guides ou éclaireuses peuvent porter leur uniforme le jour de l’anniversaire de Robert Baden-Powell (le 25 février), fondateur du mouvement ; la directrice accompagne également ces élèves à l’église Notre-Dame-de-l'Assomption de Passy. Il faut attendre 1946 pour que voie le jour l’aumônerie catholique du lycée Molière, dont les locaux changèrent maintes fois (rue Maspéro, rue Ribera et rue de l'Assomption). Elle organise des temps spirituels, des pèlerinages et des camps de vacances.

### Clubs et autres activités

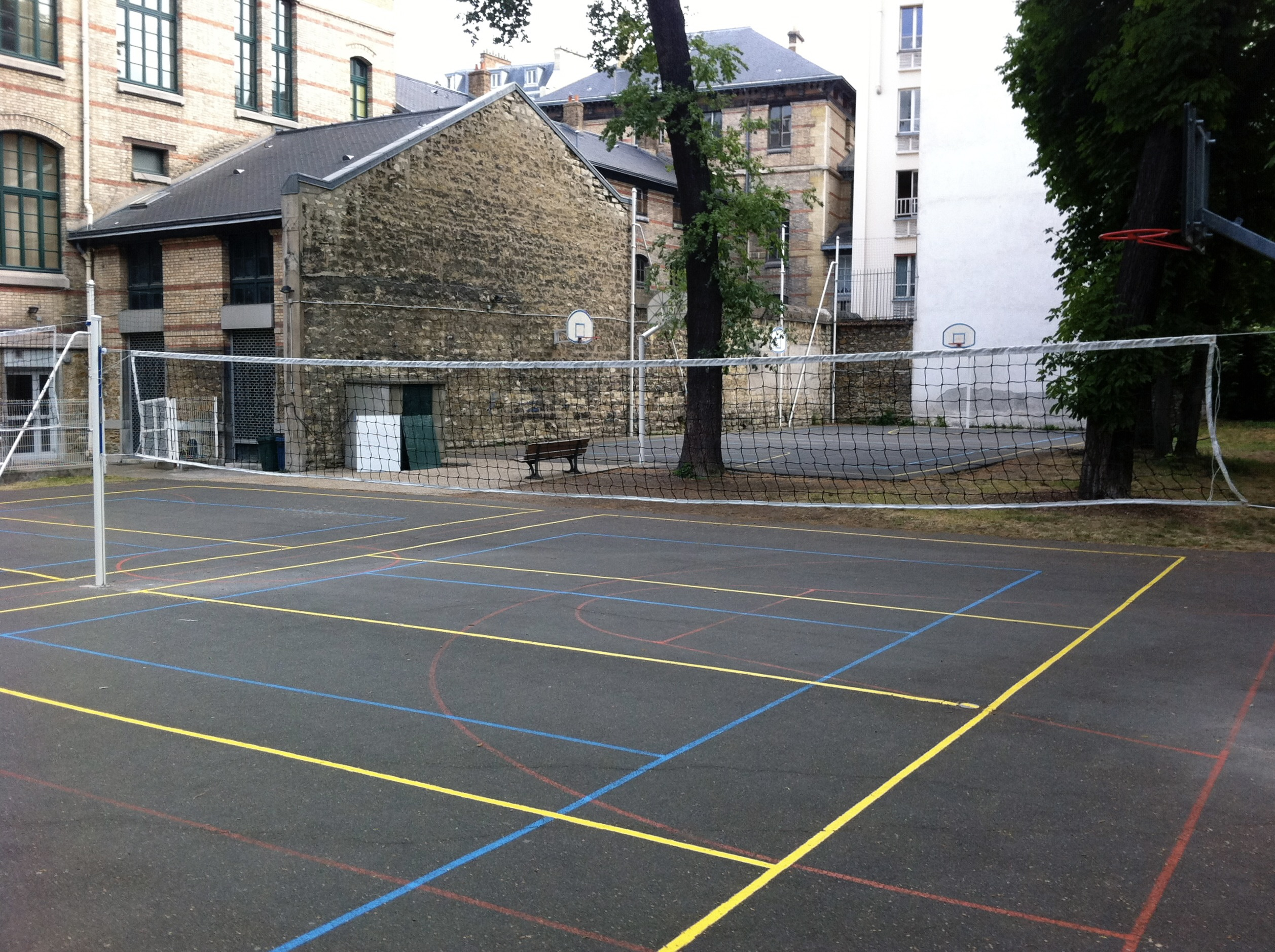
Un des terrains de sport situé dans le Hameau.

Le lycée propose diverses activités depuis sa fondation. À l’origine se déroulent des rendez-vous en langues étrangères (anglais : English club ; allemand : Deutsche Verein). Dans les années 1970 existent un club théâtre, un ciné-club, un club UNESCO, un club photo, un club danse classique et un club musique. Il existe également une association sportive : dans les années 1920, des partenariats sont proposés avec le Paris université club, afin de pratiquer le basket-ball, la natation, la danse rythmique et le tennis. En 1962, le programme sportif comporte de la gymnastique, de l’athlétisme, du handball (même si l'Amicale des anciennes élèves migre cette même année 1962 vers l'ES Colombes), du basket-ball et du volley-ball (il est également possible, via une structure ad hoc de pratiquer le tennis, l’équitation, le judo et la natation). Dans les années 1970, on compte un club de hockey. Depuis les années 2000, le basket-ball, le volley-ball, la natation, le tennis de table, la danse moderne, le tae-kwon-do, le handball, l'escalade et les activités de pleine nature sont les disciplines sportives proposées aux élèves.
Une fête du lycée à traditionnellement lieu en fin d’année (en 1950 par exemple, elle comporte un concours de costumes, des jeux de pêche à la ligne, un théâtre de Guignol ainsi qu’une pièce de théâtre en français — Les Précieuses ridicules de Molière —, et une adaptation en anglais — Les Quatre Filles du docteur March de Louisa May Alcott —). Elle s’accompagne parfois d’un bal, qui se tenait à une époque dans les salons de la mairie du 16e arrondissement ; une chorale existait également. Au début de l’histoire du lycée, une fête de Noël était aussi organisée.

## Population scolaire
Une constante dans la population scolaire du lycée est sa diversité. Ainsi, parce que les élèves catholiques allaient majoritairement dans des institutions privées confessionnelles, on relève, dès la fondation du lycée, un nombre significatif d’élèves juives. À partir de 1917 et de la révolution bolchevique, sont scolarisées au lycée des filles de Russes blancs, orthodoxes. Après des enquêtes aux environs de 1927, le lycée compte au maximum 22 % d'élèves étrangères. La hausse importante du nombre d’élèves pendant les années 1960 s’explique par le « baby boom » et le retour des Pieds-noirs de l’Algérie et du Sahara français en France métropolitaine à partir de 1962. On comptait déjà une quarantaine de nationalités différentes au sein du lycée en 1980, chose corroborée par une enquête menée au début des années 2000.
| 1888 | 1896 | 1913 | 1914 | 1917 | 1918 | 1938  | 1939  | 1950  |
| ---- | ---- | ---- | ---- | ---- | ---- | ----- | ----- | ----- |
| 48   | 244  | 573  | 418  | 585  | 354  | 1 350 | 1 320 | 1 685 |

| 1951  | 1953  | 1956  | 1965  | 1968  | 1980  | 2010  | - | - |
| ----- | ----- | ----- | ----- | ----- | ----- | ----- | - | - |
| 1 676 | 2 000 | 2 300 | 2 548 | 1 964 | 1 583 | 1 360 | - | - |

Le 28 janvier 1999, la sénatrice PCF de Paris Nicole Borvo Cohen-Seat attire l'attention du gouvernement sur le fait que les enseignants de l’établissement « accueillent de nombreux élèves refusés dans les établissements publics voisins. Il en résulte une très grande hétérogénéité à tous les niveaux ». La même année, le proviseur, Pierre Santraud déclare dans Libération que ces classements lui mettent « la tête sous l'eau » ; l'article poursuit : « Amorcé au milieu des années 80, alors qu'étaient publiés les premiers « classements », le déclin de ce lycée illustre parfaitement le cercle vicieux de la stigmatisation. Il aura suffi que Molière fasse légèrement moins bien que ses voisins pour que les bons élèves commencent à déserter. Et la baisse d'effectifs entraîne une baisse des moyens pédagogiques. L'année suivante, Molière fait encore moins bien: les bons s'en vont, les crédits baissent et ainsi de suite. Chaque année, le lycée est littéralement condamné aux mauvais résultats. De 1993 à 1998, le nombre d'élèves des classes terminales est passé de 260 à 180 ».

## Personnalités liées au lycée

### Professeurs

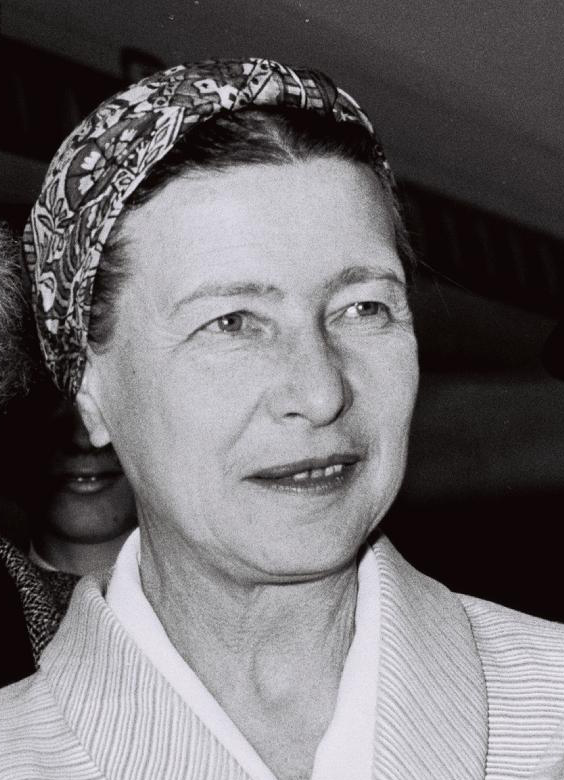
La philosophe Simone de Beauvoir, ancienne professeur.

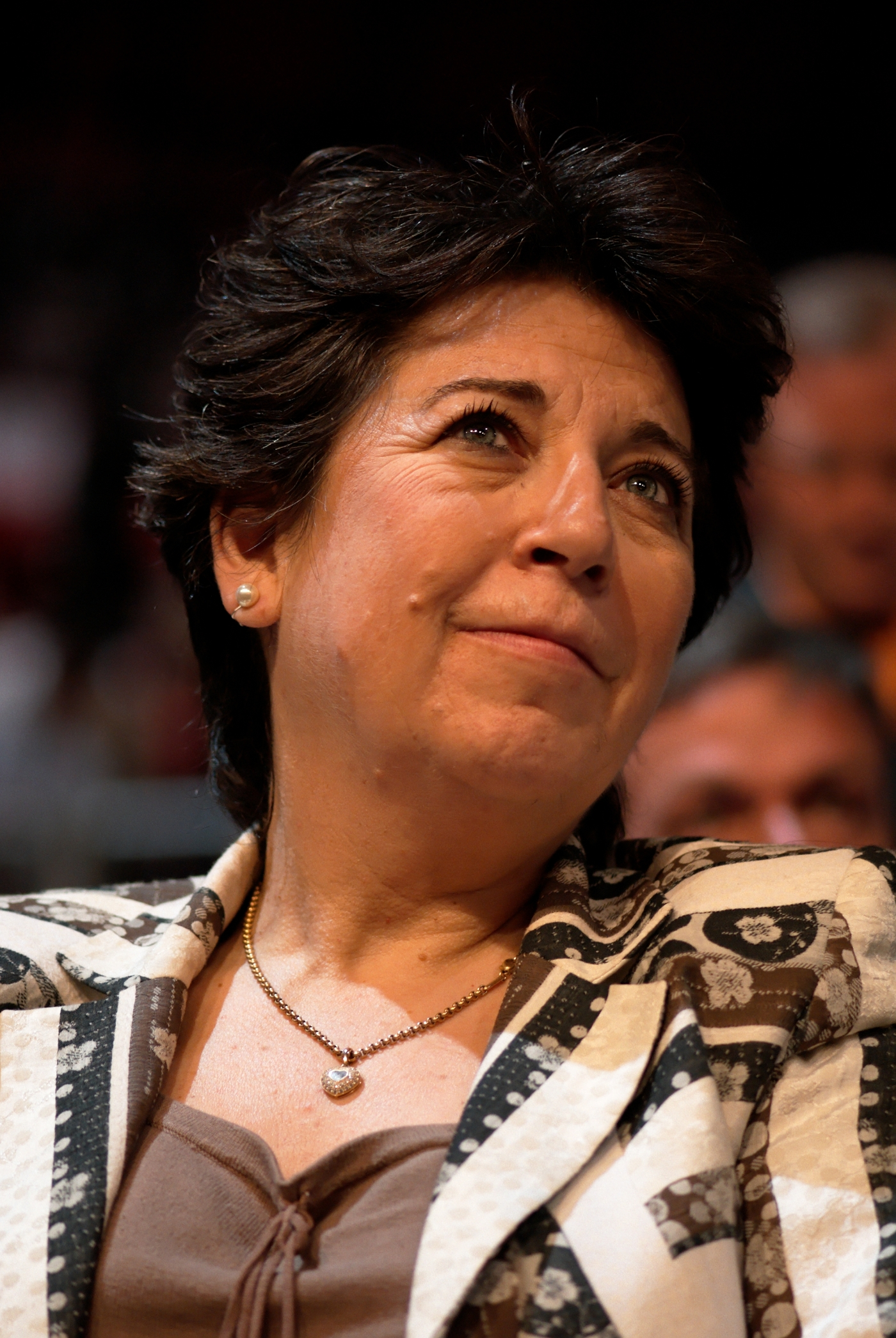
La femme politique Corinne Lepage, ancienne élève.

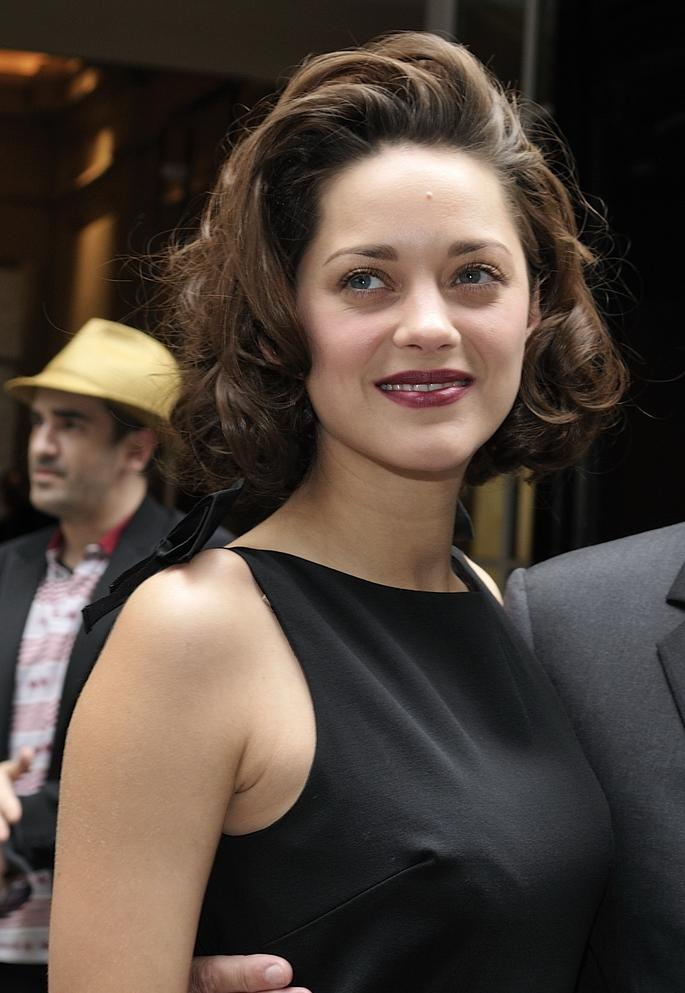
L'actrice Marion Cotillard, ancienne élève.

Le lycée compte parmi ses anciens enseignants des personnalités comme Simone de Beauvoir (de 1936 à 1939 ; elle est renvoyée après avoir entamé une relation avec une de ses élèves, Bianca Bienenfeld), Dina Dreyfus et Nicolas Grimaldi (dans les années 1950) pour la philosophie, Colette Audry pour le français, Geneviève Guitel pour les mathématiques, Jeanne Gaillard pour l’histoire (entre 1950-1955, en première supérieure), Blanche Moria (jusque 1927) et Élise Rieuf (entre 1937 et 1960) pour les arts plastiques et même Gabriel Fauré en tant que répétiteur de la chorale et Jeanne Chauvin comme professeure de « droit usuel » (il s’agit d’un cours facultatif ; jusqu’en 1926).

### Élèves
Parmi les rares femmes grands-croix de la Légion d’honneur, trois ont été élèves au lycée (Christiane Desroches Noblecourt, Yvette Farnoux et Jacqueline de Romilly).

#### Avant la Seconde Guerre mondiale
Avant la Seconde Guerre mondiale, le lycée Molière permet à nombre de jeunes filles de s’émanciper par l’éducation scolaire. Certaines des anciennes élèves de l’établissement deviennent ainsi des personnalités politiques, comme les féministes Louise Weiss et Yvonne Pellé-Douël ou la future ministre Françoise Giroud (alors France Gourdji). La majorité néanmoins se distingue dans le domaine intellectuel, telles les historiennes Zoé Oldenbourg, Suzanne Citron (alors Suzanne Grumbach, jusqu’en 1939) et Clotilde Brière-Misme, l’helléniste Jacqueline de Romilly (alors Jacqueline David, entre 1922 et 1931, alors que Jeanne Malvoisin, sa mère, écrivain, y avait étudié de 1897 à 1904), les archéologues Marthe Oulié (1912-1915) et Jacqueline Pirenne, l’égyptologue Christiane Desroches Noblecourt (alors Christiane Desroches), l’archiviste-paléographe Jeanne Bignami-Odier (alors Jeanne Odier, entre 1924 et 1925), les philosophes Bianca Lamblin (alors Bianca Bienenfeld) et Dina Dreyfus, ainsi que la psychanalyste Françoise Dolto (alors Françoise Marette ; 1924-1925).
D’autres anciennes élèves s’illustrent dans les domaines artistiques, notamment le cinéma pour les actrices Pauline Carton, Clarisse Deudon et les deux sœurs Jacqueline et Colette Audry, la première étant réalisatrice et la seconde dramaturge. On compte également des anciennes élèves peintres, comme Madeleine Fié-Fieux, Andrée Karpèles et Nadine Landowski ainsi qu’une photographe, Denise Colomb (alors Denise Lœb), et une organisatrice d’événements culturels, Anne Heurgon-Desjardins (alors Anne Desjardins). Le chef d’orchestre Raymond Ventura, dit Ray Ventura, étudie lui en classes élémentaires, en vertu des dispenses autorisées aux jeunes garçons ayant leurs sœurs dans l’établissement.
Lors de la Seconde Guerre mondiale, plusieurs anciennes élèves s'engagent et se distinguent par leur courage dans la Résistance, comme Yvette Farnoux (élève sous le nom d’Yvette Baumann, jusqu’en 1938), Marietta Martin, Simone Perl et sa sœur Madeleine Lévy (déportée à Auschwitz), petites-filles du capitaine Alfred Dreyfus, et Jacqueline Pery d’Alincourt (alors Jacqueline de La Rochebrochard), la médecin Myriam David, survivante d'Auschwitz, Nicole Weil, membre du Réseau Garel, morte à Auschwitz.

#### Après la Seconde Guerre mondiale
Le lycée compte, après la guerre, comme anciennes élèves des femmes politiques, comme la magistrate et conseillère régionale Claude du Granrut, l’ancienne ministre Corinne Lepage (élève entre 1961 et 1968) et la diplomate Bérangère Quincy(alors Bérangère Odier, jusqu’en 1968), des historiennes comme Colette Beaune, Françoise Waquet et Marie-Hélène Zylberberg-Hocquard, des journalistes à l’instar de Marina Carrère d’Encausse, Constance Chaillet, Chantal Dupille, Frédérique Jourdaa, Geneviève Jurgensen (élève de 1959 à 1964) et Annette Kahn ainsi que des écrivains comme Claire Gallois, Anna Gavalda (en hypokhâgne en 1990), Anne Goscinny, Fred Vargas (alors Frédérique Audoin-Rouzeau, jusqu’en 1974) et Diane Ducret.
Mais surtout, c’est au cinéma et au théâtre qu’on retrouve un nombre important d’anciennes et anciens élèves, comme en témoigne la tradition d’enseignement de ces disciplines au lycée. Ainsi, outre les actrices de l’après-guerre aux années 1990 comme Françoise Arnoul, les sœurs jumelles Geneviève Brunet et Odile Mallet, Cristiana Reali, Catherine Salviat et Marie Versini, on relève un nombre assez important d’actrices et d’acteurs considérés comme les « jeunes » du cinéma français, à l’instar de Marion Cotillard, Charlotte Gainsbourg, Nadia Tereszkiewicz, Blandine Bury, Léa Drucker, Alexandra Naoum, Lyes Salem, Anaïs Tellenne, Grégori Baquet, Yann Trégouët, Sebastian Roché ainsi que Tilly Mandelbrot, anciens élèves. D’autres sont devenus réalisatrices, comme Valérie Girié et Anne Fontaine ou metteur en scène, tel Marc Paquien.

## Dans la culture
- Plusieurs scènes du film Kung-fu Master (1987) d’Agnès Varda y sont tournées[183].
- Les premières saisons de la série télévisée Madame le Proviseur (années 1990) y sont tournées. Pour les besoins du tournage, les plaques indiquant « lycée Molière » et « rue du Ranelagh » sont respectivement changées en « lycée Eugène Belgrand » et « rue Eugène Belgrand »[184].
- Le film La Belle Personne (2008), de Christophe Honoré y est tourné[185],[186].
- Le clip de présentation des révélations des César 2011 y est tourné par l'actrice et réalisatrice américaine Zoe Cassavetes[187],[188].
- Le téléfilm L'Homme de la situation (2011) de Didier Bivel y est tourné[Note 3],[187].
- L'épisode « Une prof » (2012) de la série télévisée Joséphine, ange gardien y est tourné[187].